# Bregenz

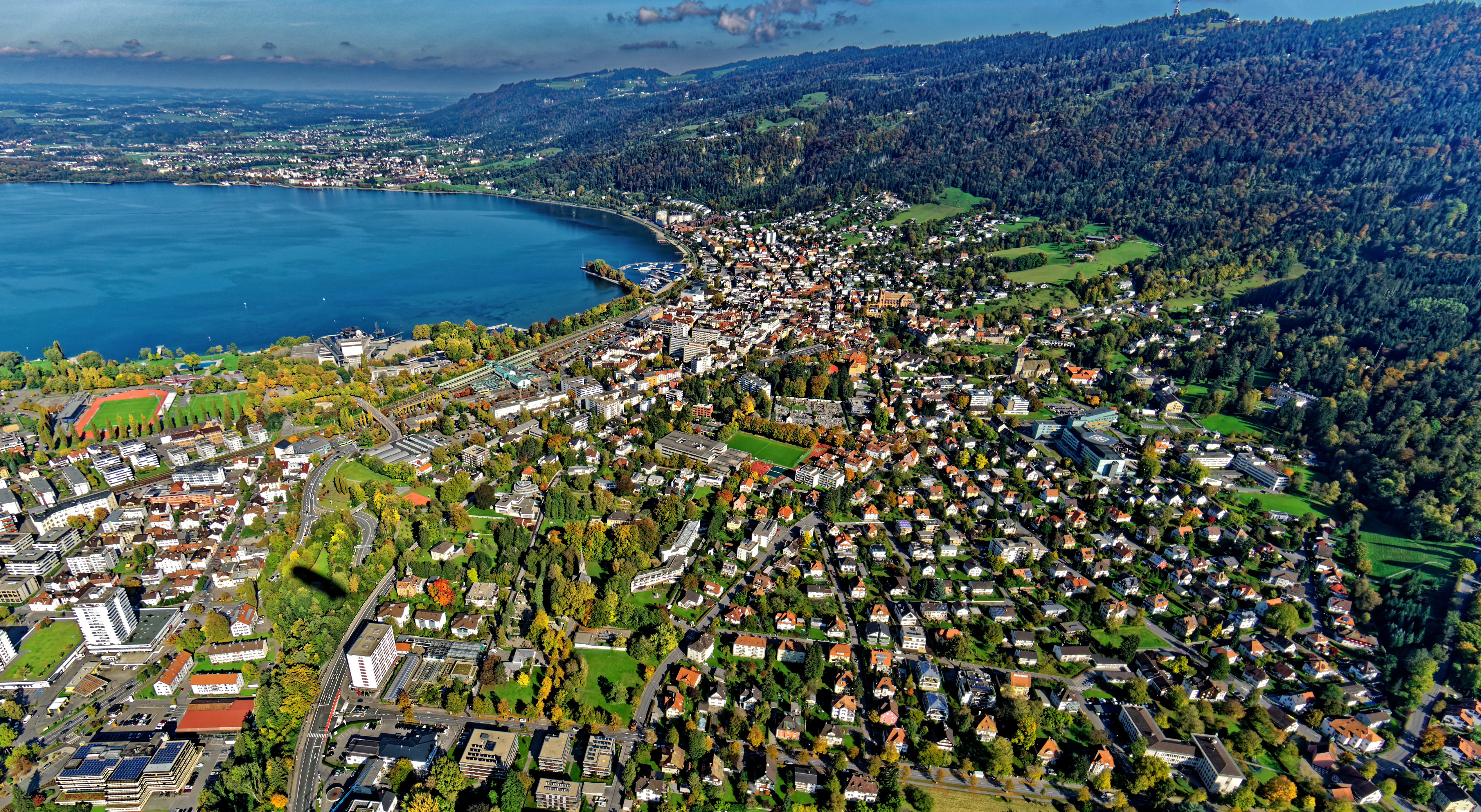
Blick aus dem Zeppelin auf Bregenz.

Bregenz (standarddeutsche Aussprache: [ˈbreːɡɛnt͡s], ⓘ, vorarlbergerisch: [ˈbreaɡɐt͡s]) (lateinisch Brigantium) ist die Landeshauptstadt des österreichischen Bundeslandes Vorarlberg und Hauptstadt des gleichnamigen Bezirks. Die Stadt hat den größeren der beiden österreichischen Bodenseehäfen und ist Sport- und Kulturzentrum. Gemessen an der Einwohnerzahl ist Bregenz nach Dornbirn und Feldkirch die drittgrößte Stadt Vorarlbergs, die Agglomeration ist allerdings mehr als doppelt so groß wie die Stadt selbst.

## Geografie

### Lage

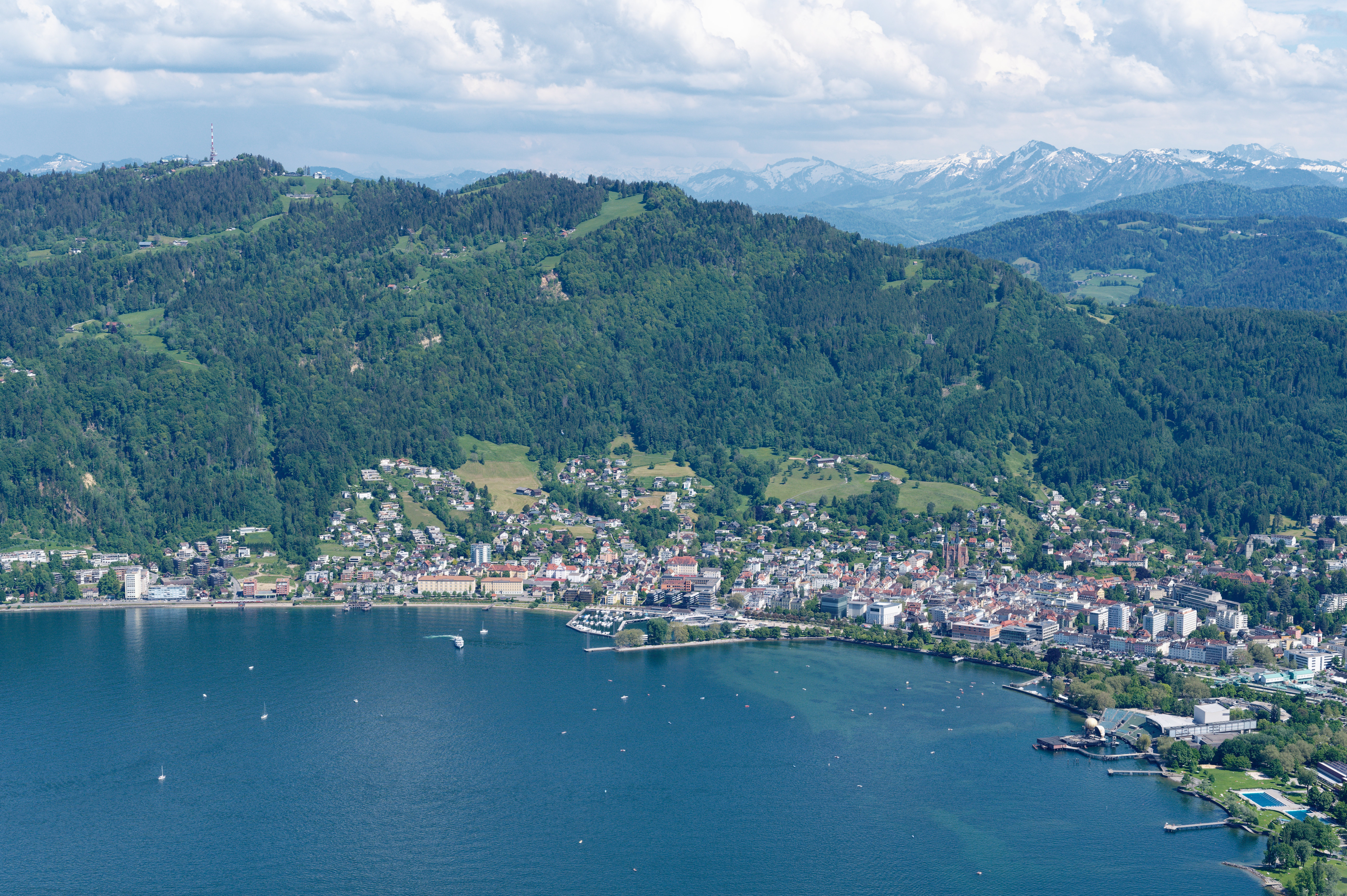
Die Bregenzer Innenstadt liegt zwischen dem Hausberg Pfänder und dem Bodensee (2021)

Bregenz liegt im westlichsten Bundesland Österreichs, östlich des Bodensees, nördlich der Stadt Dornbirn und der Bregenzer Ach. Die Landeshauptstadt Vorarlbergs liegt zwischen dem Bergabhang des Pfänderrückens mit dem gegen Westen vorgeschobenen Gebhardsberg und dem Ostufer des Bodensees auf den Terrassen der Oberstadt und des Ölrains sowie im Uferbereich des Sees. Das Siedlungsgebiet erweiterte sich in jüngerer Zeit mehr in Richtung der Hanglagen des Pfänders und des Gebhardsbergs, aber vor allem in Richtung Südwesten, wo die Siedlungen Rieden und Vorkloster entstanden. Diese wurden 1919 eingemeindet. Weitere Siedlungerweiterungen wurden entlang der Bregenzer Ach vorgenommen, wo etwa die Achsiedlung entstand. Die ehemalige Gemeinde Fluh wurde 1938 eingemeindet.

### Naturschutz
Das Europaschutzgebiet Mehrerauer Seeufer – Mündung der Bregenzerach  liegt großteils auf Bregenzer Gebiet. Bregenz hat unterhalb von Fluh auch Anteil am Natura 2000 Gebiet Bregenzerachschlucht.

### Seehöhe
Der höchste Punkt des Gemeindegebiets liegt auf über 1000 m ü. A. etwas südlich des Pfändergipfels und gehört zum Ortsteil Fluh, den tiefsten Punkt bildet die Wasseroberfläche des Bodensees mit einer durchschnittlichen Höhe von 395,7 m ü. A. Der Bodensee ist gleichzeitig der tiefstgelegene Punkt Vorarlbergs. Das Stadtzentrum von Bregenz, das niedrigstgelegene in Vorarlberg, liegt auf 398 m ü. A.

### Stadtgliederung
Die politische Gemeinde Bregenz besteht aus drei Katastralgemeinden (Fläche Stand 31. Dezember 2023):
- Bregenz (963,41 ha)
- Fluh (585,97 ha)
- Rieden (1.400,57 ha; eingemeindet 1919)

In diesen Katastralgemeinden liegen die vier Ortsteile Vorkloster, Stadt, Rieden (dort steht auch das Kloster Riedenburg) und Fluh. Bis 1912 war auch Kennelbach ein Teil von Rieden. Außerdem bildet der getrennte Ortsteil Fluh (eingemeindet 1938/1945) an den Abhängen von Pfänder und Gebhardsberg eine dritte Katastralgemeinde. In der Gemeinde Bregenz werden bestimmte Örtlichkeiten in Form von Riedbezeichnungen beschrieben; diese (z. B. Schendlingen, Am Stein, Funkenbühel, Hinterfeld, Ölrain, Thalbach, Brittenhütten) wurden bereits in der Urmappe aus dem Jahre 1857 erwähnt.
Das Gemeindegebiet gliedert sich in zwei Ortschaften (in Klammern Einwohnerzahl Stand 1. Jänner 2025):
- Bregenz (29.109)
- Fluh (367)

### Nachbargemeinden
|           | Lindau, Hörbranz                            | Lochau |
| Hard      | Kompassrose, die auf Nachbargemeinden zeigt | Langen |
| Lauterach | Kennelbach                                  | Buch   |

Bregenz liegt am Ostufer des Bodensees. Über einen schmalen Uferstreifen, der sich vor Lochau und Hörbranz entlang des östlichsten Bereichs des Sees nach Norden erstreckt, grenzt Bregenz an Lindau und damit an Deutschland. Diese Grenze erstreckt sich über wenige hundert Meter im Mündungsbereich der Leiblach (Flussmitte).
Die Bregenzer Ach bildet im Süden und Südwesten die Grenze zu den Nachbargemeinden Lauterach und Hard. Anschließend mündet sie zwischen Bregenz und Hard in den Bodensee. Auf den Bregenzer Hausberg Pfänder (1064 m ü. A.), dessen Südflanke der Gebhardsberg bildet, führt seit 1927 die Pfänderbahn.
Bregenz liegt in Luftlinie 502 Kilometer westlich von Wien.

### Seeanlagen
Der Anfang der Seeanlagen war 1842 ein Seeuferweg. Mit dem Schiffshafen schritt der Ausbau weiter voran. 1842 wurde damit begonnen und 1890 der „Molo“ fertiggestellt. Das Bahngelände wurde aufgeschüttet und die 1900 gebaute Uferpromenade, unter der seit etwa 1965 eine (inzwischen stillgelegte) Erdölleitung verläuft, mit dem beim Bau dieser Leitung anfallenden Aushub in Richtung Lochau verlängert.
Urbanistisch wurde damals die Stadt allerdings durch diese Eisenbahnstrecke vom Seeufer abgeschnitten. Dies wäre noch durch die in den 1960er Jahren geplante parallele Autobahnführung verstärkt worden. Eine Volksbefragung ergab 1960 zwar eine 90-prozentige Ablehnung der Seeufertrasse, dennoch wurde diese seitens der Bundesregierungen weiter verfolgt. Dagegen erhob sich im Jänner 1969 massiver Unmut der Bregenzer Bevölkerung, der letzten Endes zur Streckenführung der Autobahn durch den Pfändertunnel führte.
In den Jahren 2009 und 2010 wurden die Hafen- und Seeanlagen umgestaltet. Ein neues Hafengebäude („Welle“) wurde gebaut. Am Blumen-Molo wurden Sitzmöglichkeiten aus Beton geschaffen („Sunset-Stufen“), ein neuer Leuchtturm wurde errichtet. Seit 2014 wird die „Pipeline“, der durch den Bau der Erdölleitung umgangssprachlich so genannte, 1,7 km lange Bodenseezugang zwischen dem Bregenzer Hafen und Lochau, sukzessive umgestaltet, sodass ein neuer Strand mit flach abfallendem Ufer entsteht.

### Agglomeration

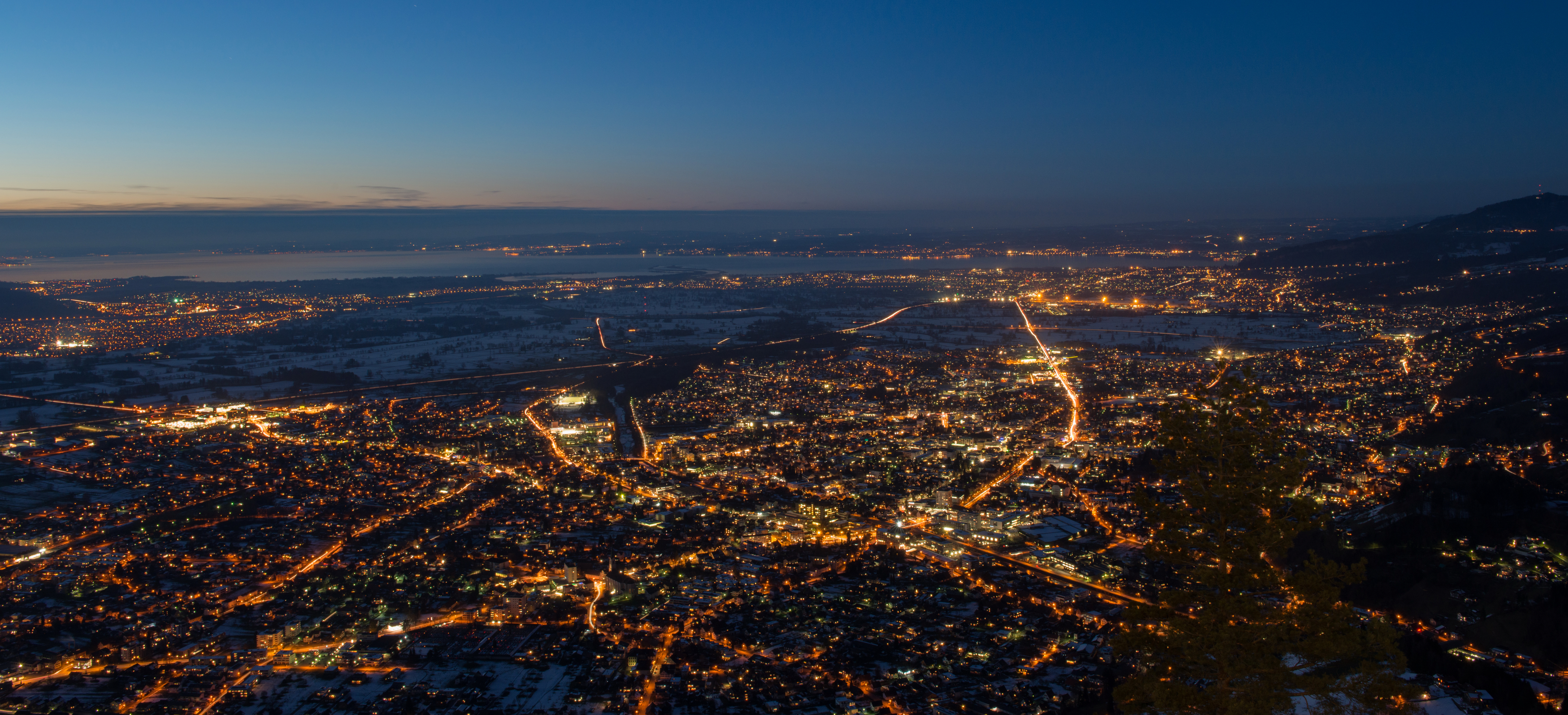
Blick auf das untere Rheintal mit dem Bodensee, Bregenz (rechts oben) und Dornbirn (unten)

Im Ballungsraum von Bregenz wohnen etwa 63.000 Menschen. Zu diesem zusammenhängenden Siedlungsgebiet gehören neben Bregenz (28.000) auch Hard (13.000), Lauterach (10.000), Wolfurt (8.000), Kennelbach (2.000) und Lochau-Süd (2.000). Darüber hinaus verbindet ein Siedlungsband die Städte Bregenz und Dornbirn mehr und mehr zu einer Agglomeration mit weit über 100.000 Einwohnern. Das gesamte Vorarlberger Rheintal wird immer mehr zu einem geschlossenen Siedlungs- und Wirtschaftsraum.

### Klima
In Bregenz herrscht Seeklima (Cfb).
|                        | Jan  | Feb  | Mär  | Apr  | Mai  | Jun  | Jul  | Aug  | Sep  | Okt  | Nov  | Dez  |   |      |
| Mittl. Temperatur (°C) | 0,4  | 1,1  | 5,0  | 9,2  | 14,1 | 17,3 | 19,2 | 18,3 | 14,2 | 10,0 | 4,7  | 1,6  | ⌀ | 9,6  |
| Mittl. Tagesmax. (°C)  | 3,6  | 5,0  | 9,7  | 14,2 | 18,9 | 21,9 | 24,2 | 23,5 | 19,0 | 14,0 | 8,0  | 4,6  | ⌀ | 13,9 |
| Mittl. Tagesmin. (°C)  | −1,6 | −1,1 | 2,3  | 5,4  | 9,9  | 13,0 | 15,0 | 14,7 | 11,4 | 7,7  | 2,6  | −0,3 | ⌀ | 6,6  |
|                        |      |      |      |      |      |      |      |      |      |      |      |      |   |      |
| Niederschlag (mm)      | 71   | 75   | 100  | 114  | 146  | 182  | 191  | 177  | 148  | 105  | 108  | 102  | Σ | 1519 |
|                        |      |      |      |      |      |      |      |      |      |      |      |      |   |      |
| Luftfeuchtigkeit (%)   | 76,4 | 72,0 | 62,9 | 57,5 | 58,8 | 60,0 | 60,8 | 63,4 | 68,4 | 74,2 | 77,4 | 77,7 | ⌀ | 67,4 |

| −1,6 |

| −1,1 |

| 2,3 |

| 5,4 |

| 9,9 |

| 13,0 |

| 15,0 |

| 14,7 |

| 11,4 |

| 7,7 |

| 2,6 |

| −0,3 |

| −1,6 |

| −1,1 |

| 2,3 |

| 5,4 |

| 9,9 |

| 13,0 |

| 15,0 |

| 14,7 |

| 11,4 |

| 7,7 |

| 2,6 |

| −0,3 |

| N i e d e r s c h l a g | 71  | 75  | 100 | 114 | 146 | 182 | 191 | 177 | 148 | 105 | 108 | 102 |
|                         | Jan | Feb | Mär | Apr | Mai | Jun | Jul | Aug | Sep | Okt | Nov | Dez |

## Bevölkerung

### Bevölkerungsstruktur
Die Altersstruktur der Bregenzer Bevölkerung wich im Jahr 2011 leicht vom Durchschnitt in Vorarlberg ab. Waren in Bregenz 15,7 % der Bevölkerung unter 15 Jahren, so lag der Wert im Bundesland bei 16,6 %. Der Anteil der Bevölkerung über 65 Jahren lag mit 17,1 % über dem Vorarlberg-Durchschnitt von 15,7 %. Bei der Erwerbstätigenquote der 15- bis 64-jährigen lag Bregenz mit einem Wert von 65,0 % deutlich unter dem Vorarlberger Wert von 70,9 %. Die Arbeitslosenquote lag mit 8,1 % hingegen deutlich über dem Vorarlberg-Durchschnitt von 5,0 %. 2011 lebten in Bregenz 47,9 % Männer und 52,1 % Frauen.

### Bildungsstand
Im Jahre 2011 verfügten 50,7 % der Bregenzer über einen Sekundarabschluss (AHS, BMS, BHS oder Lehre) und 12,7 % über einen Tertiärabschluss (Hochschul-, Akademie- oder Kollegabschluss) als höchste abgeschlossene Ausbildung, was über dem Vorarlberg-Durchschnitt von 9,4 % liegt.

## Geschichte

### Ortsname
Der Ortsname wird auf keltisch oder ligurisch *brigant- ‚herausragend‘ zurückgeführt. Er ist damit sprachgeschichtlich identisch mit Ortsnamen wie Brienz BE und Brienz/Brinzauls (Schweiz), Brianza (Oberitalien), Bragança (Portugal) und Briançon (Frankreich). Der früheste bekannte Beleg für den Namen des heutigen Bregenz lautet Βριγάντιον (Brigántion) und stammt aus den Jahren um die Zeitenwende. Obwohl die heutige Stadt erst ab dem Hochmittelalter sicher bezeugt ist, wurde der Name schon viele Jahrhunderte früher ins Alemannische entlehnt, was sich in der Verschiebung der Betonung von der zweiten auf die erste Silbe, der Lautverschiebung von /t/ zu /ts/ und in der Primärumlautung von /a/ zu /e/ vor /i/ in der Folgesilbe manifestiert.

### Frühgeschichte und römische Zeit

Nennung Brigantiums in der spätantiken Tabula Peutingeriana

Die ersten Siedlungen im Gebiet des heutigen Bregenz entstanden etwa 1500 v. Chr. Dies ist belegt durch Siedlungsfunde aus der Frühbronzezeit am Fuß des Gebhardsbergs. Zur keltischen Zeit (ab circa 500 v. Chr.) war Bregenz einer der am stärksten befestigten Orte (Oppidum) in der Region. Damals siedelte der Keltenstamm der Brigantier in Vorarlberg. Ein Zeugnis keltischer Kultur ist das in Bregenz gefundene Eponarelief (Epona bzw. Rhiannon), das allerdings aus römischer Zeit stammt.
Im Jahre 15 v. Chr. eroberten die Römer für Kaiser Augustus das Vorarlberger Gebiet und errichteten dort die Stadt Brigantium – eine römische Zivilstadt mit Forum, Tempelbezirk, Markthallen, Basilika usw. Aus dieser Phase des Ortes sind umfangreiche archäologische Reste, unter anderem Mosaike, erhalten geblieben. Im heutigen evangelischen Friedhof liegen wenige Mauerreste der kaiserzeitlichen Thermen sichtbar über Tag. Brigantium wuchs rasch zu einer Siedlung heran und war auch militärisch bedeutsam. So hatte dort der Präfekt der römischen Bodenseeflotte seinen Sitz. Eine Straße verband Brigantium über Cambodunum (Kempten im Allgäu) mit Augusta Vindelicum (Augsburg).
Wohl 233 und 259/260 n. Chr. wurde Brigantium durch einfallende Alamannen zerstört, von der römisch-keltischen Bevölkerung aber wieder aufgebaut; die von Natur aus besser geschützte Oberstadt wurde nun kastellartig ausgebaut und befestigt. Zum Territorium des spätantiken Brigantium gehörten alles Land westlich des Arlbergs bis zum Bodensee und angrenzende Gebiete im Norden. Die Festung blieb nach 300 n. Chr. militärisch wichtig und gehörte wie Arbor Felix, Constantia und Tasgetium zu einer Kette von Kastellen, die die römische Grenze an Rhein und Bodensee (Donau-Iller-Rhein-Limes) sicherten. Wie Arbor Felix wurde es in der Tabula Peutingeriana, einer spätrömischen Landkarte, erwähnt.

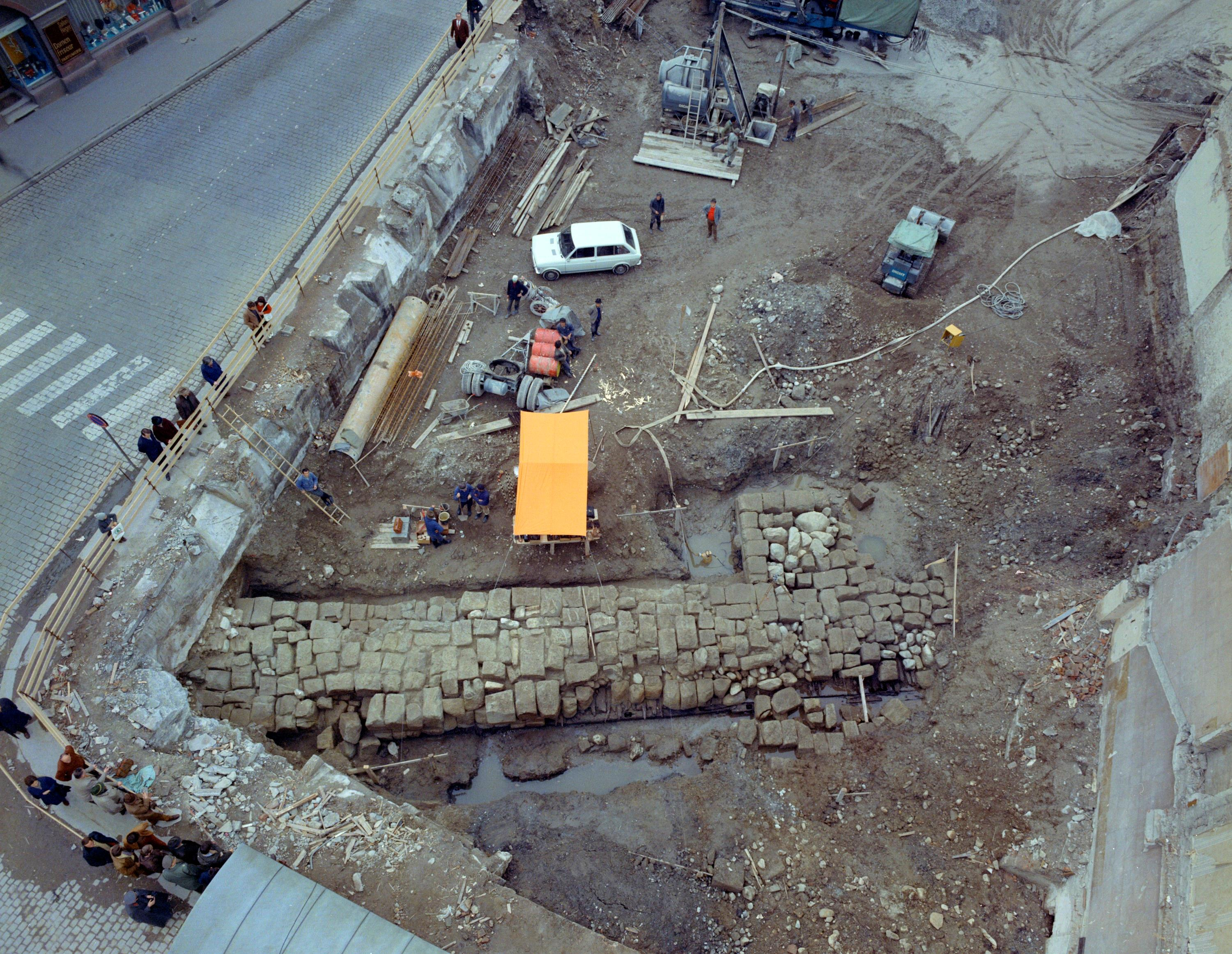
Mauern des spätrömischen Hafenkastells Leutbühel bei Ausgrabungen 1972

Der römische Kaiser Gratian besuchte die Stadt im Jahre 377. Mindestens bis etwa 410 n. Chr. war in Brigantium eine römische Kriegsflotte stationiert. Bei Bauarbeiten der Fußgängerpassage im Gebiet des römischen Hafens (Leutbühel) wurden 1969 Überreste der spätrömischen Hafenanlage entdeckt.
Die Alamannen besiedelten das Gebiet rings um Brigantium ab circa 470 n. Chr. Zwischen den Jahren 610 und 612 wirkten im Raum Bregenz die iroschottischen Missionare Columban und Gallus.
Die Pläne von Ausgrabungen der Römerzeit aus den letzten 150 Jahre wurden bis Juni 2017 im digitalen Stadtplan erfasst und per Internet frei zugänglich gemacht. Bei archäologischen Grabungen in den Jahren 2013 und 2019 wurden am Fuß der Oberstadt Mauern entdeckt, die nach Angabe der beteiligten Archäologen auf ein römisches Theater schließen lassen.

### Mittelalter
Die Oberstadt (Altstadt) liegt innerhalb des etwa rechteckigen Mauergevierts der Stadtmauern aus dem 13. bis 16. Jahrhundert, die noch zum größten Teil erhalten sind. Um 1220 erfolgte die Anlage von drei parallelen Gassen mit etwa 57 gleich großen Hofstätten zu je zwei Ar. Die erste Stadterweiterung burgbergabwärts durch das Maurach wurde Ende des 13. Jahrhunderts abgeschlossen. An seinem Fuße in Richtung See wurde die Kaiserstraße 1363 ausgebaut.
1330 erteilte Kaiser Ludwig der Bayer den Bürgern der Stadt Bregenz das Recht, an jedem Montag einen Wochenmarkt abzuhalten.
1404 und 1445 wurde die Bregenzer Vorstadt in den Appenzellerkriegen zerstört und im Winter 1407/1408 während der Schlacht bei Bregenz mehrere Monate lang belagert. 1451 kaufte das Fürstenhaus Habsburg die Hälfte der Grafschaft Bregenz mit der Stadt Bregenz. 1484 war der Ausbau der Kirchstraße abgeschlossen und Ende des 15. Jahrhunderts gewann der Markt am Leutbühel Übergewicht gegenüber der Oberstadt.
Nach Aussterben des bedeutendsten Hochadelsgeschlechts des Bodenseeraums, des Bregenzer Zweiges der Grafen von Montfort, wurde ganz Bregenz 1523 Teil von Vorderösterreich im Erzherzogtum Österreich.

### 17. bis 19. Jahrhundert

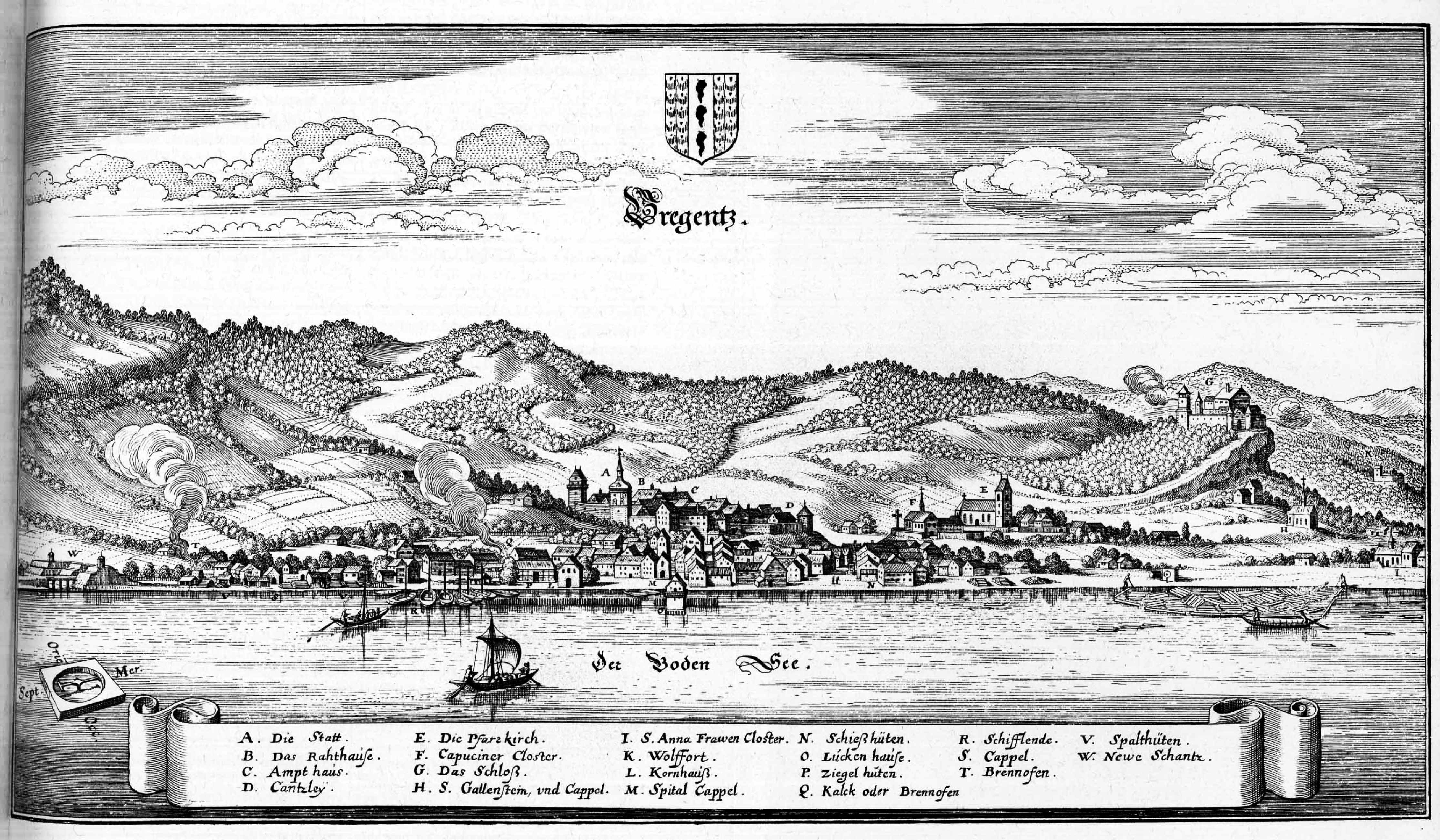
Bregenz, Kupferstich von Merian, um 1650

Am 4. Jänner 1647 wurde Bregenz zum Ende des Dreißigjährigen Krieges von der schwedischen Armee unter Feldmarschall Carl Gustaf Wrangel eingenommen, wodurch den Schweden vermeintlich in Sicherheit gebrachte Wertgegenstände aus den ganzen umliegenden Herrschaften im Wert von 4 Millionen Gulden in die Hände fielen. Bevor sich die Schweden wieder zurückzogen, sprengten sie im März 1647 noch die Burg Hohenbregenz auf dem Gebhardsberg (siehe Seekrieg auf dem Bodensee 1632–1648).
1650 bis 1652 wurde in Bregenz der Kornmarkt gegründet, der 1665 bis 1667 gepflastert wurde und an Bedeutung gewann.
1704 wurden Angriffe der Franzosen an der Klause abgewehrt. 1753 erfolgte die Errichtung einer vorderösterreichischen Verwaltung mit Sitz in Konstanz, welche bis 1759 bestand. 1759 bis 1803 lag die Zuständigkeit für Vorarlberg, Schwaben und Breisgau in Freiburg im Breisgau. Bregenz wurde eine habsburgische Landstadt.
Im Jahre 1805 kam Bregenz zum Königreich Bayern. Im Jahr 1809 wurden unter dem Oberbefehl des Oberkommissärs Anton Schneider etwa 3000 Vorarlberger Freiheitskämpfer aufgestellt.

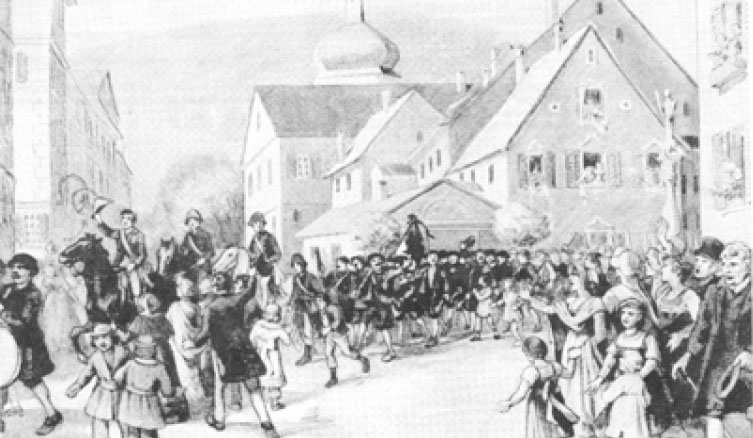
Einmarsch der Vorarlberger Schützen in Bregenz (1809)

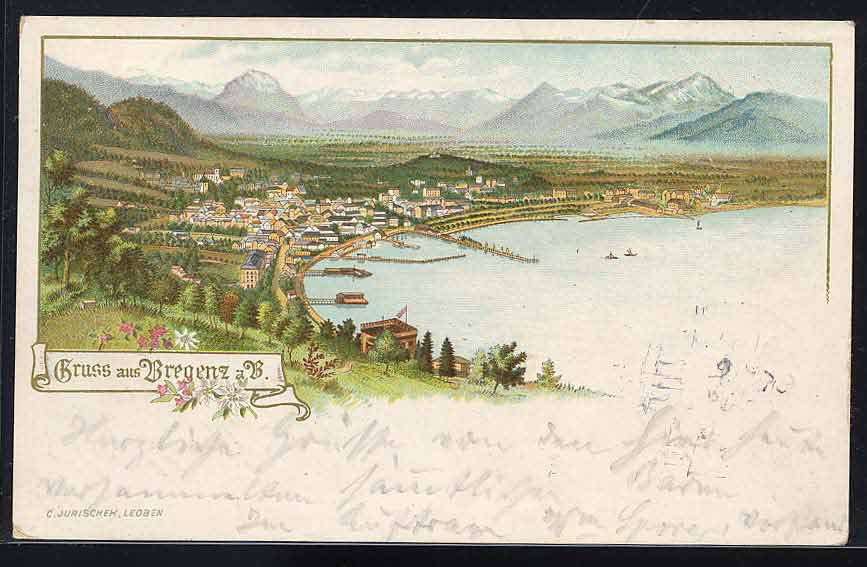
Bregenz (1895)

Im Zuge der folgenden Auseinandersetzungen gegen bayerische und französische Truppen konnten die Vorarlberger Schützen den größten Erfolg am 29. Mai 1809 in Klien (bei Hohenems) verzeichnen. Nach der Niederlage der österreichischen Truppen gegen Napoleon im Juli bei Wagram gaben die meisten Vorarlberger den Kampf auf. Lediglich einige Oberländer (Klostertaler und Montafoner) leisteten den nachrückenden französischen und bayerischen Truppen unter dem Kommando Riedmillers weiterhin Widerstand – bis auch sie im August nach Tirol flohen.
Anton Schneider wurde festgenommen, und Vorarlberg erhielt eine starke bayerische Besatzung. Unter der Regierung des Grafen von Montgelas, die unter französischem Einfluss stand, bekam die Stadt eine moderne Verwaltungsstruktur. Unter dem Eindruck des Wiener Kongresses verzichtete Bayern 1814 auf Vorderösterreich, was zur Folge hatte, dass die Herrschaften vor dem Arlberg (Vorarlberg) mit der Stadt Bregenz gemeinsam mit Tirol an das Kaiserreich Österreich zurückfielen.
Die Hänge hinter der Oberstadt u. a. mit den Ansitzen Lößler, Schedler, Mildenberg und Riedenburg waren ursprünglich gräflich montfortisches Lehen mit Wein- und Obstanbau und gehörten später teilweise dem Kloster Mehrerau.
Von Norden war die Stadt lange Zeit nur durch die Klause erreichbar. Die Verbreiterung der Reichsstraße erfolgte 1831/1832 durch Alois von Negrelli. Eine neue Verbindungsachse wurde 1849 durch Anlage der Römer- und der Arlbergstraße geschaffen. 1861 erhielt Vorarlberg einen eigenen Landtag mit Sitz in Bregenz. Ende des 19. Jahrhunderts kam es zur rasterartigen Anlage des Viertels zwischen Belrupt- und Kornmarktstraße.

### 20. und 21. Jahrhundert

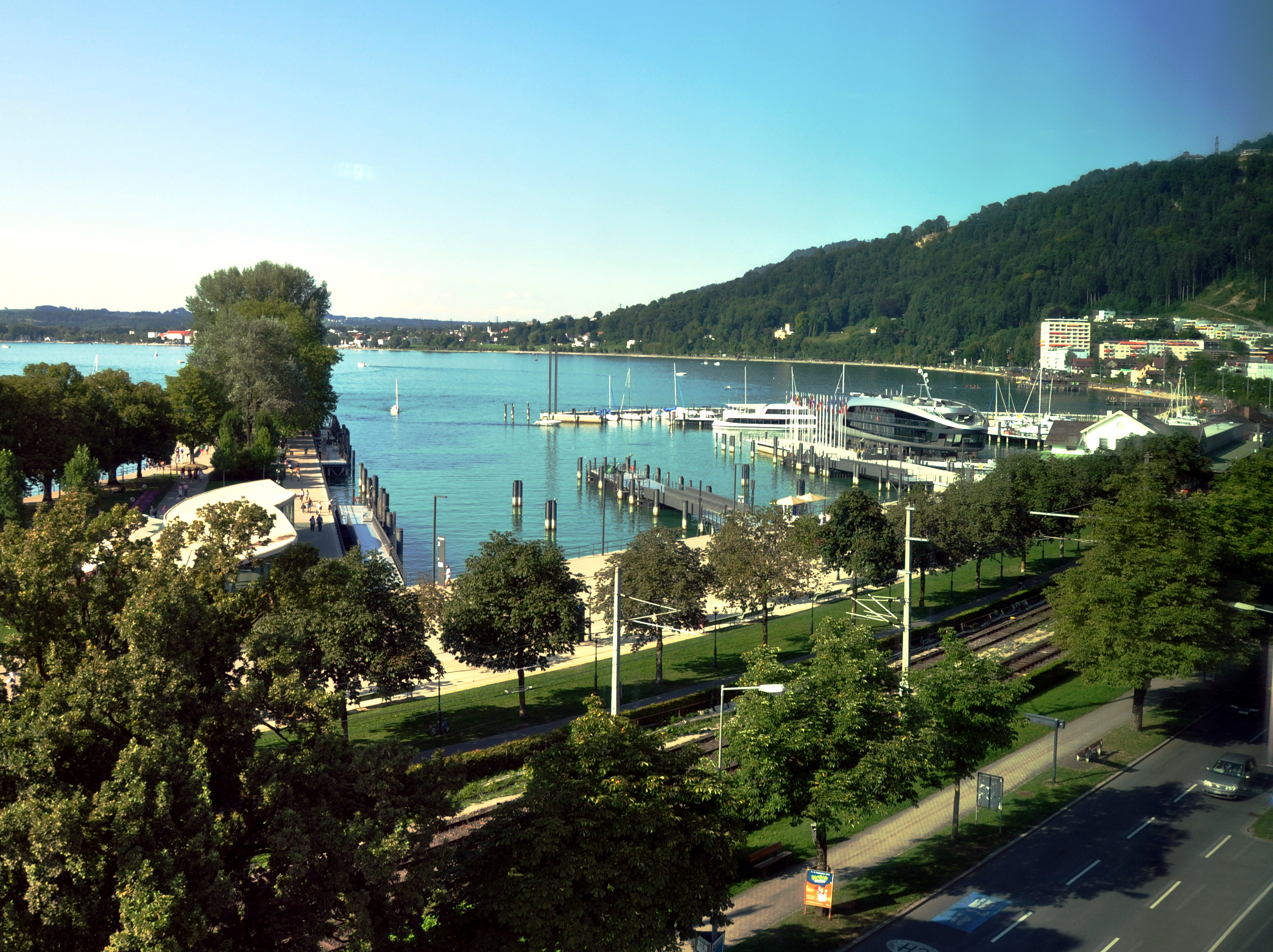
Der Bregenzer Hafen vom vorarlberg museum aus gesehen

Bis zum Ersten Weltkrieg war Bregenz eine Garnison des k.u.k. Österreichisch-Ungarischen Heeres, 1914 lagen hier der Stab und das I. Bataillon des Salzburgischen Infanterie-Regiments „Erzherzog Rainer“ Nr. 59.
1918, nunmehr Teil der Republik Deutschösterreich, später Österreich, trennte sich die Vorarlberger Verwaltung von jener Tirols, und Vorarlberg wurde ein Bundesland mit der Landesregierung in Bregenz. Am 11. Mai 1919 erfolgte eine Volksabstimmung in Vorarlberg – es ging um die Aufnahme von Verhandlungen mit der Schweiz über einen Beitritt des Landes zur Eidgenossenschaft: 80 % der Vorarlberger Wahlberechtigten waren für die Aufnahme solcher Verhandlungen, und in Bregenz sprachen sich 1.701 dafür und 1.453 dagegen aus.
Die Stadt war ab 1938 Teil der neuen Ostmark. Das Gebiet wurde später im Großdeutschen Reich umbenannt in „Donau- und Alpengaue“. Bregenz wurde Kreisstadt im Reichsgau Tirol-Vorarlberg und Kreisleiter war Hans Dietrich. In den Jahren 1939 bis 1941 kam es zum Zuzug von mehr als 2.000 Südtirolern in die Südtiroler-Siedlung.
Auch Bregenzer Juden waren von Verfolgung und Deportationen betroffen. Bereits am Tag des „Anschlusses“ an das Deutsche Reich forderte ein Bregenzer Arzt im Vorarlberger Tagblatt, die „Vernichter des deutschen Volkes auszumerzen“. Vor allem ab Frühjahr 1942 kam es zu Verfolgungswellen.
Am 29. April 1945 überschritten französische Truppen die Vorarlberger Grenze bei Lochau und Hohenweiler und am 1. Mai erfolgte die Eroberung von Bregenz, wobei die Stadt teilweise zerstört wurde. Nach 1945 bis 1955 war Bregenz Teil der französischen Besatzungszone, und es erfolgte der Wiederaufbau im Bundesland Vorarlberg. Mit der Besetzung kam es zur Einsetzung einer Landesregierung und eines Bürgermeisters.
In der Nachkriegszeit wurde damit begonnen, die unter der Arlberg-, Josef-Huter- und der Kennelbacherstraße gelegene Ebene des Feldmooses und des Weidachs für Wohnbauten zu nutzen.
1984 wurde anlässlich des 175-Jahr-Jubiläums des Aufstandsjahres 1809 in der Südtiroler-Siedlung ein Andreas-Hofer-Denkmal eröffnet.
Die 1982 als „Historischer Verein für Vorarlberg“ gegründete Johann-August-Malin-Gesellschaft widmet sich der Erforschung der Zeitgeschichte, insbesondere von Antisemitismus, Austrofaschismus und Nationalsozialismus und dem Widerstand dagegen. 2011 forderten ihr Obmann Werner Bundschuh und der damalige Bregenzer Vizebürgermeister Gernot Kiermayr (Grüne) die Errichtung eines Denkmals für Wehrmachtsdeserteure in Bregenz. Zu diesem Zeitpunkt wurde österreichweit erst ein einziges großes Projekt für ein Deserteursdenkmal in Wien konzipiert. Im November 2014 wurde daraufhin ein zweiphasiger Wettbewerb von der Stadt Bregenz ausgeschrieben. Ein Programm aus Veranstaltungen begleitete von Oktober bis Dezember 2015 die Eröffnung des Mahnmals von Nataša Sienčnik am 14. November 2015 am Sparkassenplatz mit der Rede der Holocaust-Überlebenden Ágnes Heller zum Thema Eine Welt, die Helden braucht.
Am 4. Dezember 2019 erhielt Bregenz den Austrian SDG-Award und wurde damit als Pionier der Umsetzung der UN-Nachhaltigkeitsziele (SDGs) in Österreich ausgezeichnet. Dies war das erste Mal, dass der Senat der Wirtschaft, unterstützt durch den Österreichischen Nationalrat und das Bundesministerium für Nachhaltigkeit und Tourismus, den Austrian SDG-Award auch für nachhaltig agierende Gemeinden und Städte in Österreich ausgeschrieben hatte und in Vorarlberg wurden für das Jahr 2019 die Marktgemeinde Nenzing und die Landeshauptstadt Bregenz ausgezeichnet.

## Kultur und Sehenswürdigkeiten
Bregenz besitzt ein für Städte dieser Größe weit überdurchschnittliches Kulturangebot. Die größte Kulturveranstaltung sind die Bregenzer Festspiele.

### Festivals

#### Bregenzer Festspiele
Die Bregenzer Festspiele sind ein international ausgezeichnetes Kulturfestival und ziehen jedes Jahr mit einem Budget von rund 20 Mio. Euro weit über 100.000 Menschen nach Bregenz (2011: 166.453) an. Das Programm wechselt alle zwei Jahre und dauert immer von Juli bis August. Neben dem Spiel auf dem See auf der Seebühne werden unter anderem Orchesterkonzerte oder Opern im angrenzenden Festspielhaus gespielt. Mit crossculture gibt es während und vor dem Beginn der Festspiele auch ein Kinder- und Jugendprogramm.

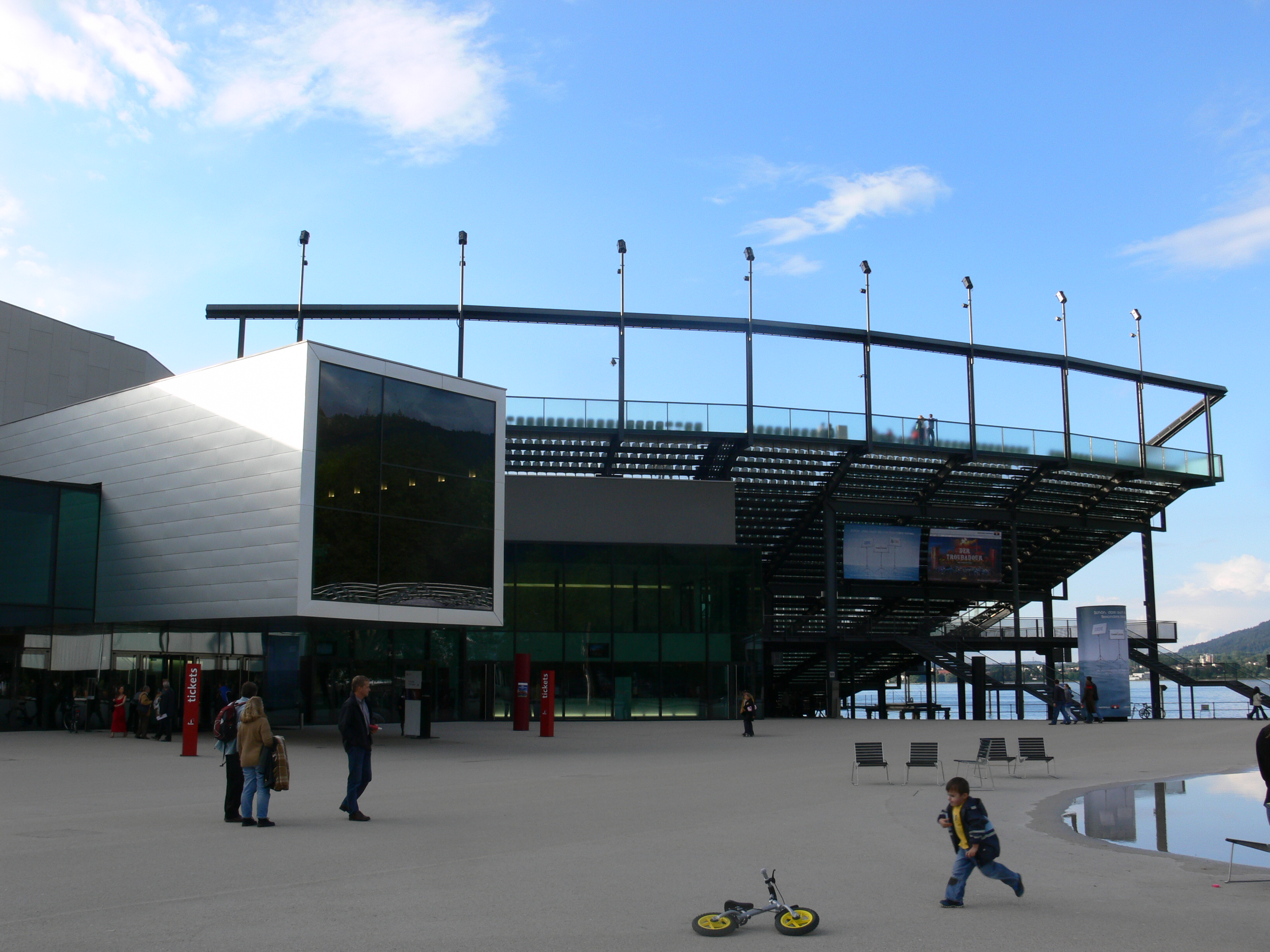
Bregenzer Festspiele Vorplatz

Die Bühne ist mit einer Zuschauerkapazität von etwa 7.000 die größte Seebühne der Welt.

#### Jazz Festival
Das Bregenzer Jazz Festival findet seit 2014 jedes Jahr im Juni am Kornmarktplatz statt, nachdem das New Orleans Festival, das von 1999 bis 2013 mehrere Tage im Frühsommer in der Bregenzer Innenstadt stattfand, vom Initiator Markus Linder nicht mehr getragen wurde. Neben der Namensänderung kam es auch zu einem musikalischen Genrewechsel vom Blues zu Jazz. Der Standort und der zeitliche Ablauf blieben in etwa dieselben.

#### Bregenzer Frühling
Der Bregenzer Frühling ist ein Tanzfestival, das seit 1987 jedes Jahr zwischen März und Mai im Festspielhaus stattfindet. Tanzensembles aus der ganzen Welt zeigen ihre neuen Produktionen, mitunter auch österreichische Uraufführungen. Mit einem Budget von etwa 500.000 Euro und mit bis zu 10.000 Besuchern gehört der Bregenzer Frühling zu den bedeutendsten Tanzfestivals in Österreich. Künstlerischer Leiter war bis Ende 2016 Wolfgang Fetz. Bis 2016 war es eine Veranstaltung des Bregenzer Kunstvereins, seit dem Bregenzer Frühling 2017 liegt die Organisation bei der Kulturabteilung der Stadt Bregenz, seit 2018 auch die künstlerische Leitung. Der Bregenzer Frühling 2020 musste wegen der COVID-19-Pandemie in Österreich abgesagt werden.

#### Bregenzer Hafenfest
Das Bregenzer Hafenfest fand im Jahr 2024 vom 23. bis zum 25. August unter dem Motto „Genuss & Musik“ statt und enthielt ein See-Feuerwerk.

### Theater

#### Vorarlberger Landestheater
Mitten in der „Bregenzer Kulturmeile“ gelegen, hat sich das Vorarlberger Landestheater im „Theater am Kornmarkt“ für die Interpretation von Klassikern gleichermaßen einen Namen gemacht wie für Uraufführungen moderner Stücke.

#### Theater Kosmos
Ziel des zeitgenössischen Theaters Kosmos ist es, junge Leute für die Theaterkunst zu begeistern.

### Museen

#### vorarlberg museum

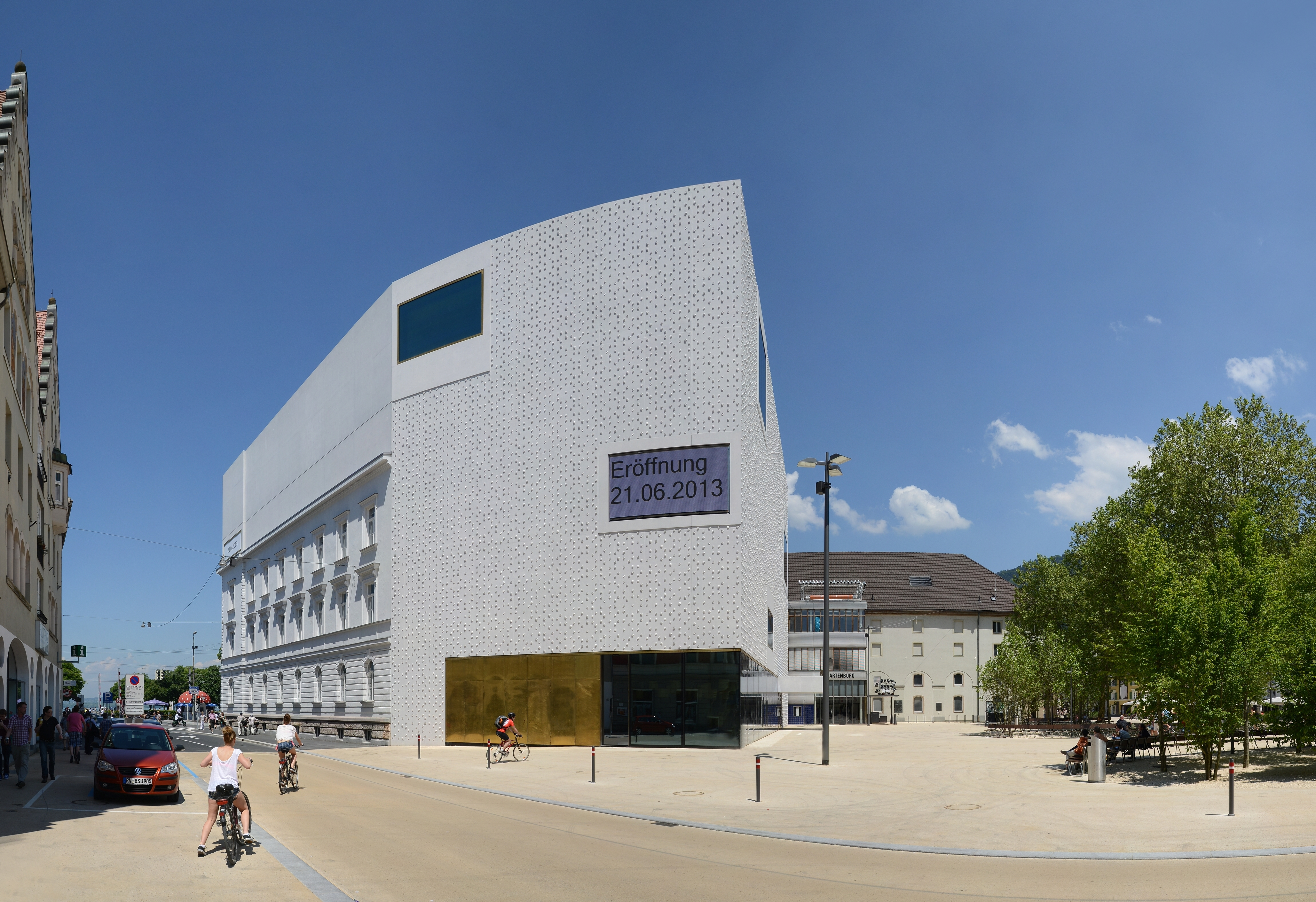
vorarlberg museum

Das am Kornmarkt gelegene vorarlberg museum, bis 2011 „Vorarlberger Landesmuseum“, zeigt Sammlungen zur römischen Geschichte der Region, zur Kunst und Kultur Vorarlbergs sowie themenbezogene Sonderausstellungen. Im Juni 2013 wurde der Neubau der Architekten Andreas Cukrowicz und Anton Nachbaur eröffnet. Die nahtlos gegossenen Fassaden des Bozner Künstlers Manfred Alois Mayr zeigen eine Struktur aus Abgüssen von PET-Flaschen-Böden.

#### Territorialabtei Wettingen-Mehrerau
Prunkstück der Zisterzienserabtei Wettingen-Mehrerau ist die alte Bibliothek. Kelche, Messgewänder, Altarbilder und andere Schätze befinden sich im Besitz der Mönche.

### Zeitgenössische Bildende Kunst

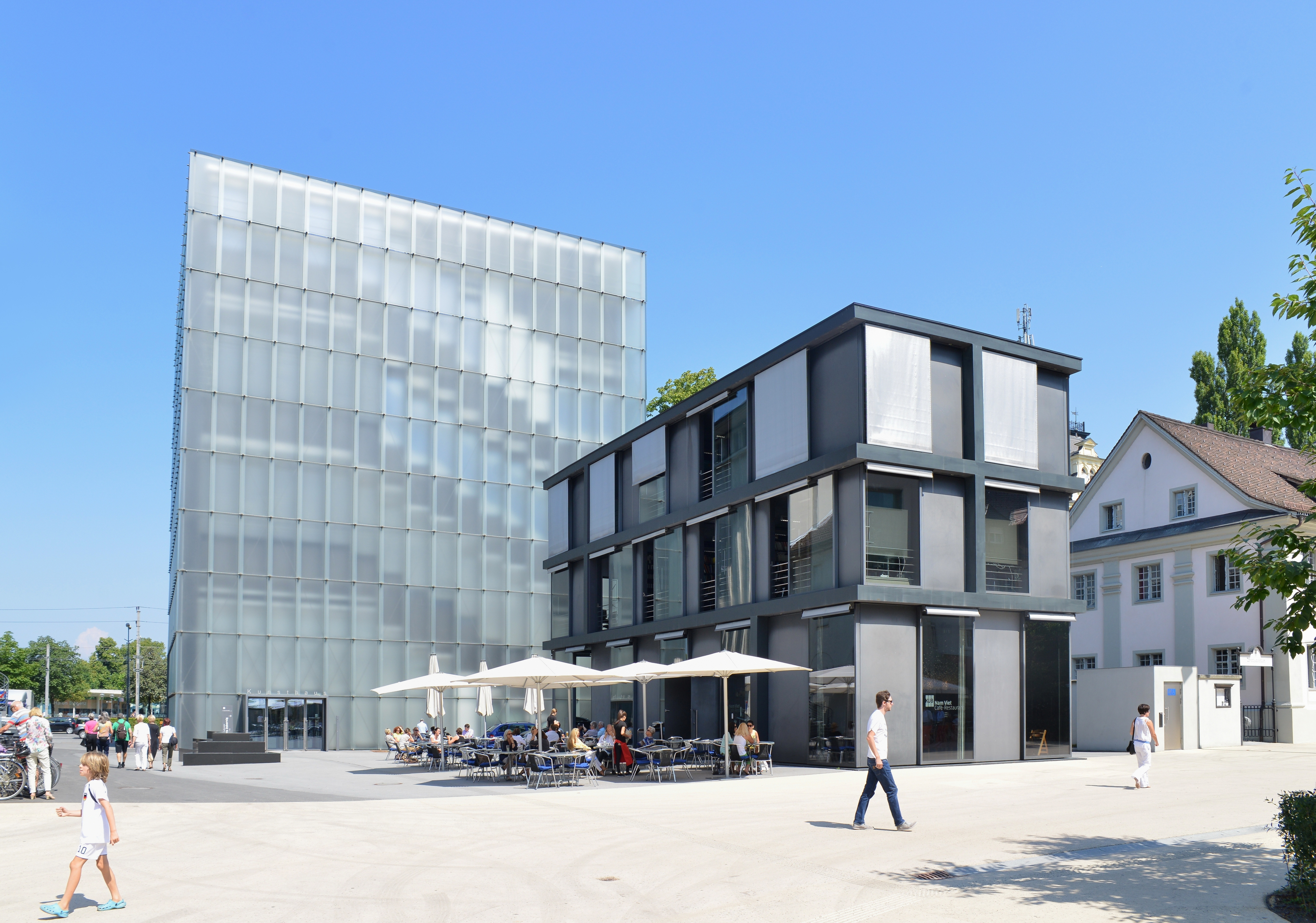
Kunsthaus Bregenz

#### Kunsthaus Bregenz (KUB)
Seit seiner Eröffnung 1997 zählt das Kunsthaus Bregenz zu den bedeutendsten Museen für Zeitgenössische Kunst im deutschsprachigen Raum. Werke von namhaften Künstlern wie Roy Lichtenstein und Jeff Koons werden gezeigt.
Der Architekt Peter Zumthor gewann 1998 mit dem Projekt KUB den Mies-van-der-Rohe-Preis für Architektur.

#### Künstlerhaus Bregenz
Im Künstlerhaus Bregenz („Palais Thurn und Taxis“) sind wechselnde Ausstellungen zeitgenössischer Kunst internationaler und österreichischer Künstler zu sehen.

#### Magazin 4
Das Magazin 4 ist das ehemalige Lagerhaus „Magazin 4“ der Firma Pircher und heute Amtsgebäude der Landeshauptstadt Bregenz. Neben Amtsräumen der Abteilung Kultur und dem Stadtarchiv beherbergt das Gebäude Veranstaltungsräumlichkeiten, die durch die Stadt bespielt, bzw. vermietet werden. Bis Ende 2016 war es die Heimstätte des „Magazin4-Bregenzer Kunstverein“. Dieser organisierte unter anderem Ausstellungen und Veranstaltungen im Gebäude.

### Bauwerke

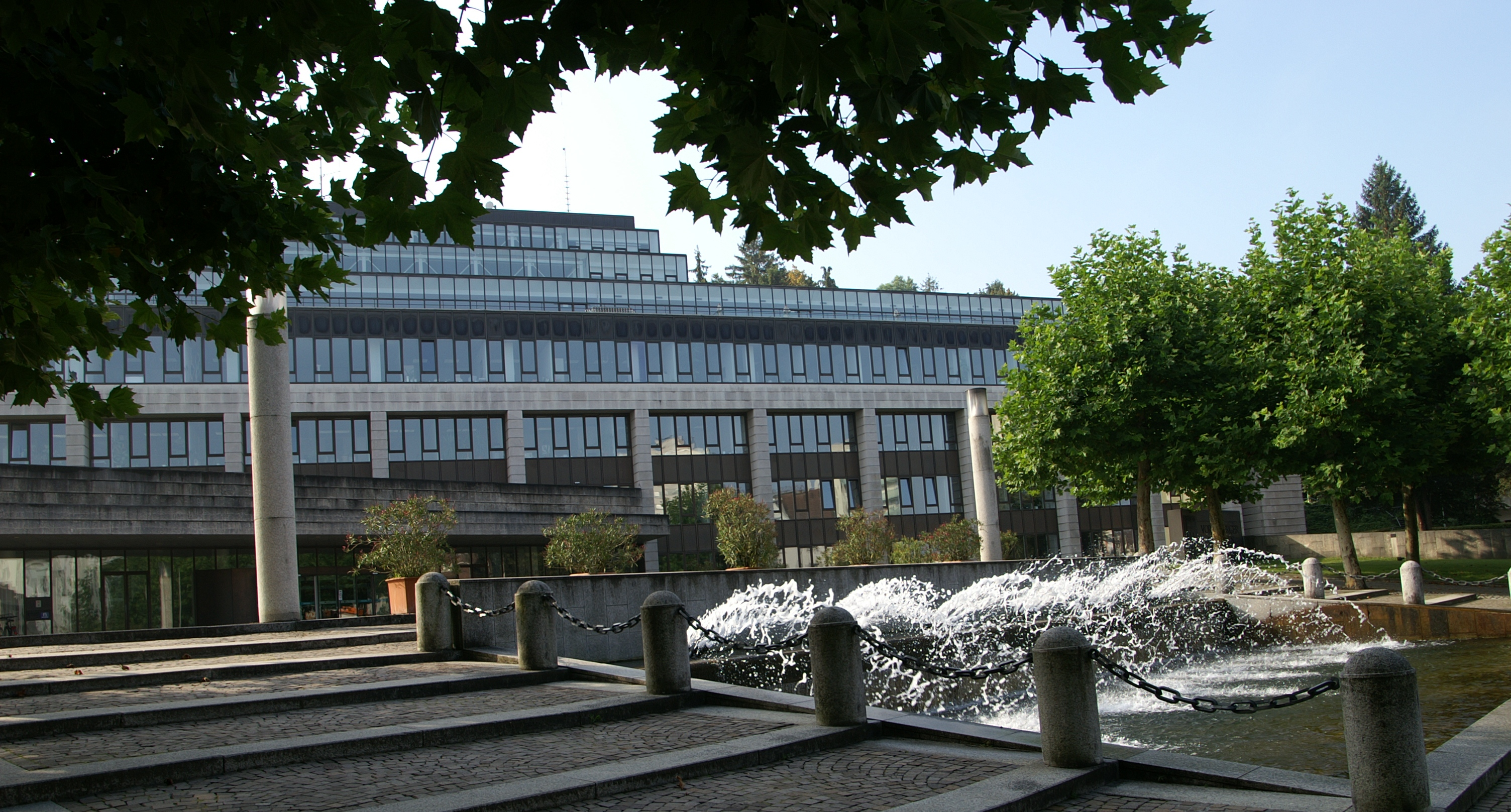
Das Landhaus
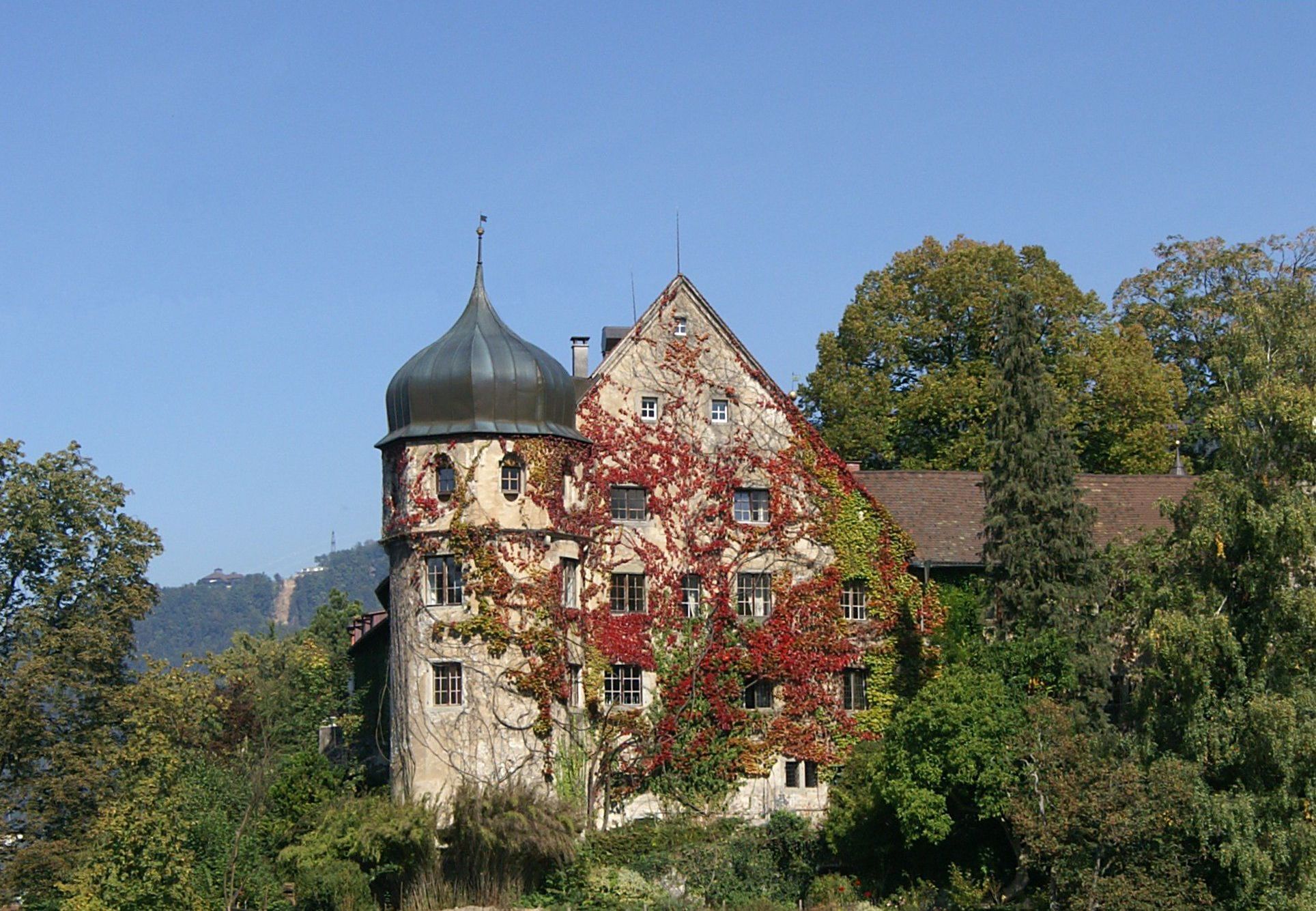
Deuring-Schlössle

#### Landesbibliothek
Untergebracht in einer barocken Kirche bzw. einem ehemaligen Kloster befindet sich Vorarlbergs größte Bibliothek. Der renovierte Kuppelsaal dient auch als Veranstaltungsort z. B. für Lesungen.

#### Landhaus Bregenz
Das Amtsgebäude der Vorarlberger Landesregierung wurde 1973–1980 von Wilhelm Holzbauer erbaut.

#### Martinsturm

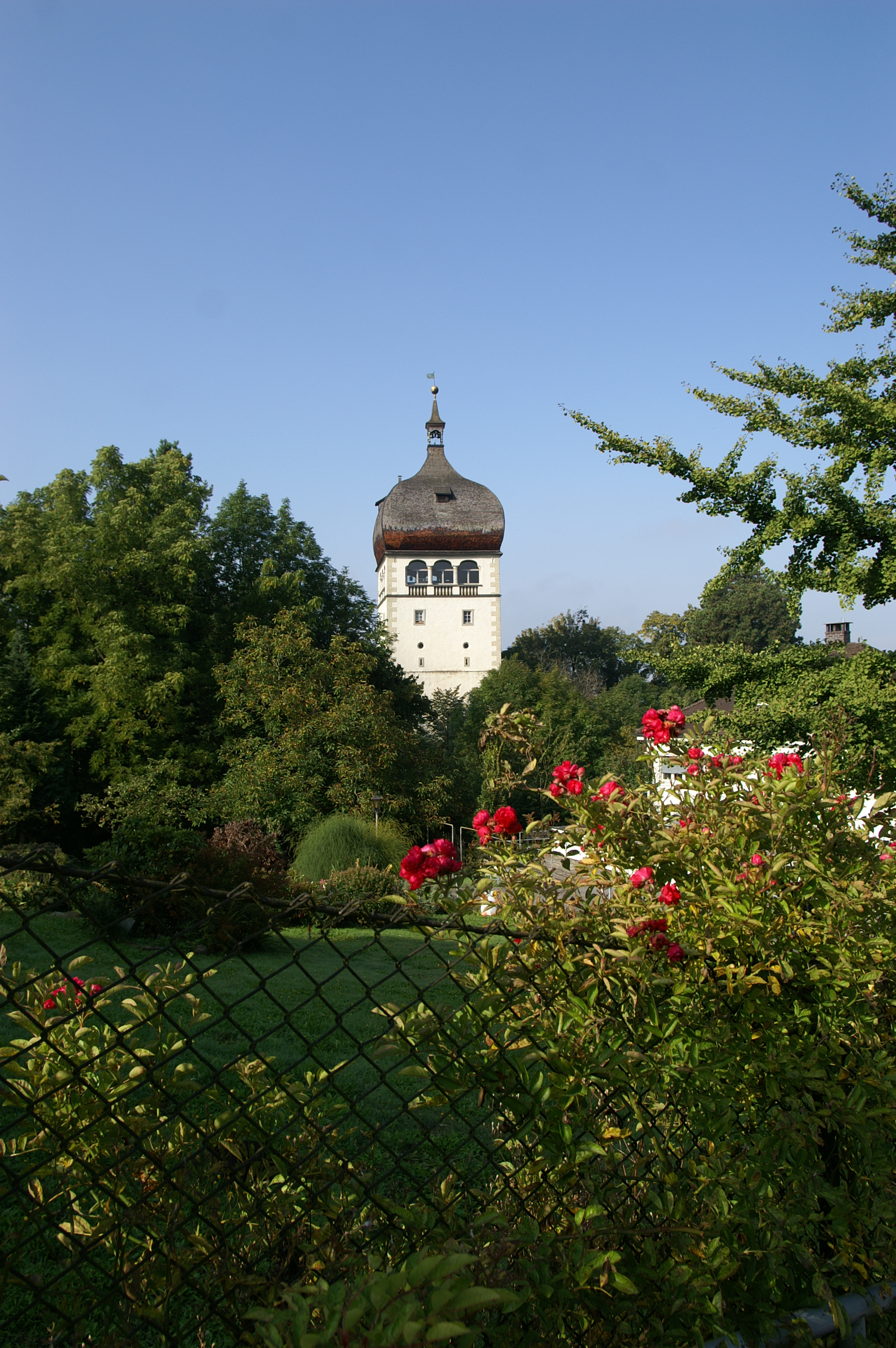
Martinsturm
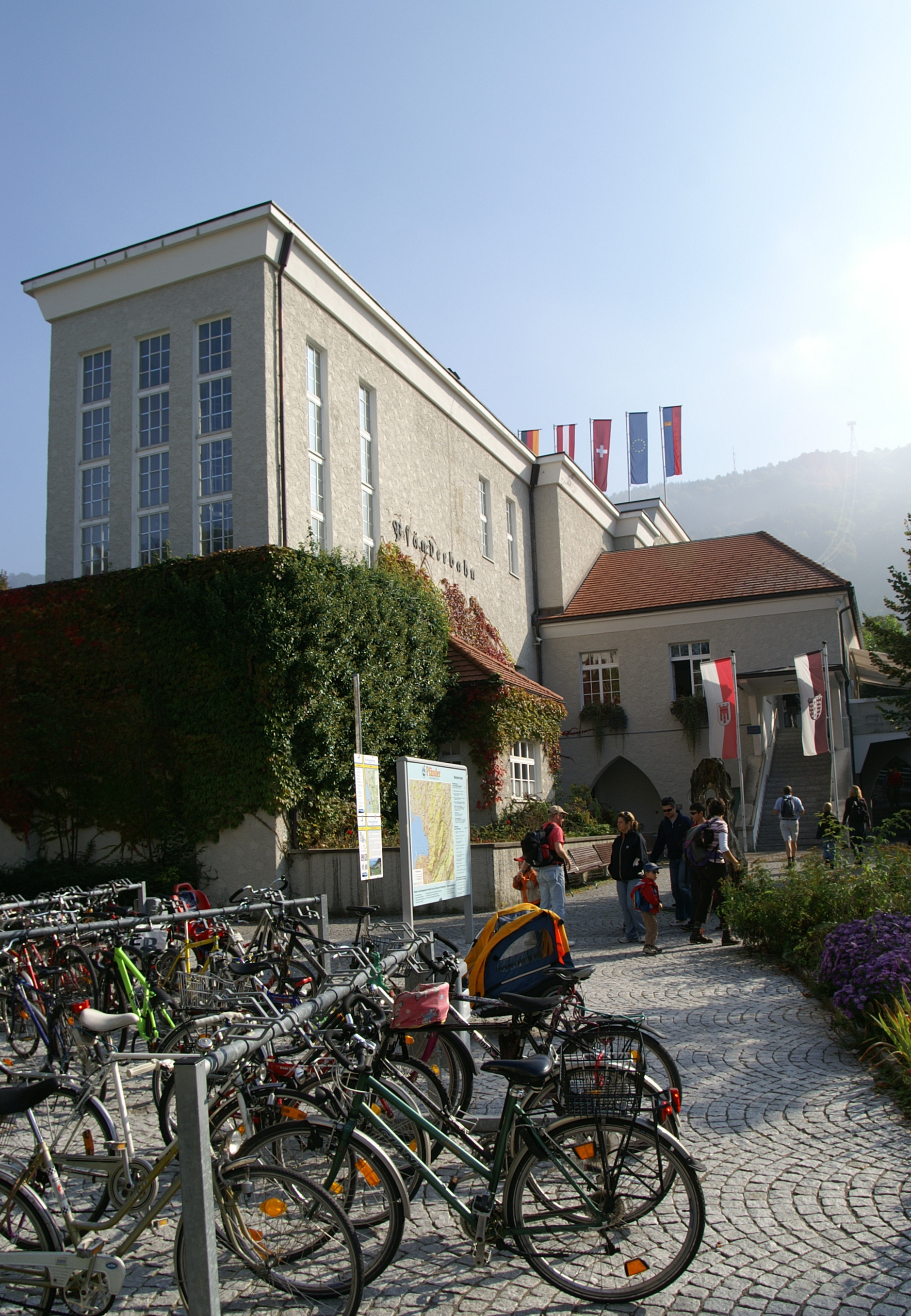
Pfänderbahn-Talstation

Der Martinsturm, ein ehemaliger Getreidespeicher im ersten Hof der Grafen von Bregenz, wurde 1601 als Turm mit Loggia mit je drei Bogenarkaden auf Säulen und Steinbrüstung in die Nordost-Ecke der Ringmauer erbaut. Er wird gekrönt von einer hohen geschwungenen Zwiebelhaube mit Laterne von Benedetto Prato. Mittlerweile gilt er als eines der Wahrzeichen der Stadt Bregenz.

#### Pfänderbahn-Talstation
Für Seilbahnstationen, 1926 geplant durch den Architekten Willibald Braun gab es in jener Zeit noch keine Vorbilder.

#### Weitere Bauwerke
- Altes Rathaus: 1662 von Michael Kuen erbaut, beherbergte dieser freistehende Bau mit hohem Spitzgiebel vom 17. bis ins 19. Jahrhundert das Rathaus.
- Benger-Areal: Das Werksgebäude mit eigenem Verwaltungstrakt wurde 1892 vom Architekturbüro Wittmann und Stahl aus Stuttgart geplant und parallel der Webereitrakt vom Bregenzer Architekten Otto Mallaun. Diese Wirkwarenproduktionsstätte ist eine Eisenkonstruktion mit Klinkerfassade, mit zahlreichen neugotischen Details wie Kreuzgiebel, Turm und Erker. Daher stammt auch der Name „Industrieschloss“.
- Burg Hohenbregenz
- Deuringschlössle: Das Herrenhaus besitzt einen Kern aus dem 14. bzw. 15. Jahrhundert und wurde in der heutigen Form im Wesentlichen in der zweiten Hälfte des 17. Jahrhunderts errichtet.
- Fischersteg: In den 1920er Jahren konnten von hier aus Bodenseerundflüge mit dem Wasserflugzeug unternommen werden. Mittlerweile dient der Fischersteg vor allem als Aussichtsplattform und in den Sommermonaten (Mai – September) bei Schönwetter als Freiluft-Bar.
- Grünes Haus: Dies ist heute der Sitz des Umweltinstitutes in der Montfortstraße. Dieser Bau von Willibald Braun wurde 1925/1926 erstellt. In den 1920er Jahren wurden noch klassizistische Architekturelemente in stark vereinfachter Form verwendet, das Ergebnis ist eine repräsentative, auf Sachlichkeit reduzierte Architektur. An diesem Bau sind aber auch Spuren von Expressionismus (Arkaden) und Heimatschutzarchitektur (Erkertürmchen) erhalten.
- „Mili“ (ehemaliges Militärbad): Der Betreiber dieser historischen Badeanstalt sind die Stadtwerke Bregenz. Es ist ein U-förmiger Holzpfahlbau, der an der Pipeline von Bregenz liegt.
- Postamt: Ein markanter Bau aus der k.u.k.-Zeit, erbaut 1895 von Friedrich Setz. Er zeigt monumentale Neorenaissanceformen, einen überkuppelten Mittelrisalit mit Ädikula und Firstgitter sowie vorgestellte ionischen Säulen mit bekrönenden allegorischen Figuren des Verkehrswesens. Das Postamt liegt in unmittelbarer Nachbarschaft von Kunsthaus und Landestheater.
- Römervilla (Ruine): Die Reste einer römischen Villa aus dem 1. bis 3. Jahrhundert n. Chr. wurden 1990 beim City-Tunnel freigelegt.
- Seepromenade mit Hafenmole: Die Seepromenade führt vom Schiffshafen am Bootshafen vorbei bis zur Seebühne mit Festspiel- und Kongresshaus.
- Sporthaus: In die Seeuferlandschaft eingebunden wurde das Sporthaus des Verkehrsvereins mit angeschlossener Gaststätte, in den Seeanlagen 1906 vom Architekten Otto Mallaun errichtet. Sporthäuser dieser Art waren Treffpunkt der Gesellschaft, daher auch der Villen- und Landhauscharakter.
- Textilhaus Holzner: Erbaut in der Kaiserstraße von Klaus Ströbele in den Jahren 1935/1936. Während auch noch in den 1930er Jahren die Vorarlberger Bauherren zumindest Anspielungen auf bodenständige Architektur bevorzugten, gab hier der Bauherr seinem Architekten Gelegenheit zu einer betont internationalen Architektur.
- Die Achsiedlung ist eine Satellitenstadt entlang der Bregenzer Ach am Stadtrand von Bregenz. Die 1976 bis 1982 bezogene Wohnhausanlage – bestehend aus ungefähr 50 Gebäuden – ist bis heute eines der größten Siedlungsprojekte im Land Vorarlberg.

### Kirchen

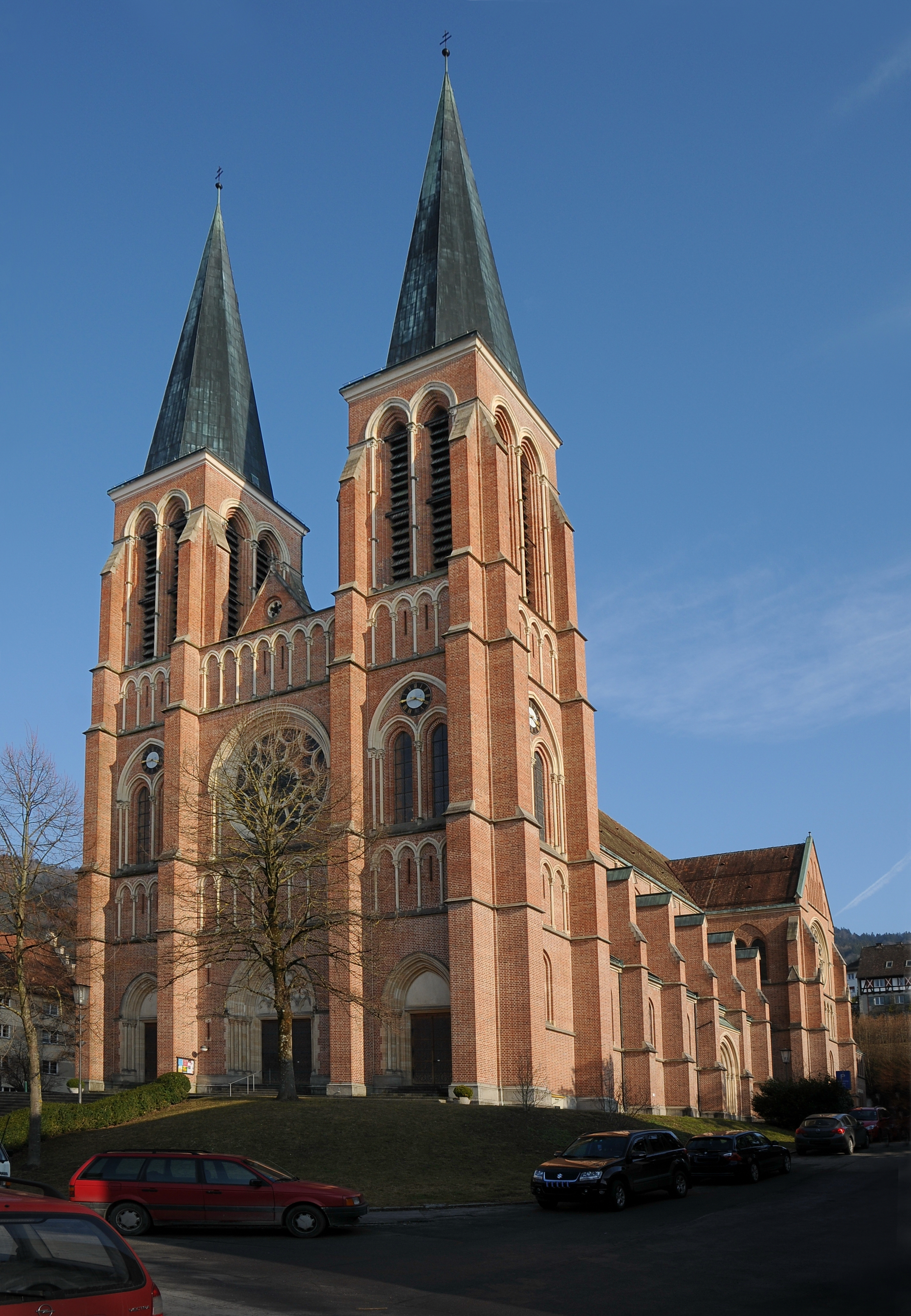
Herz-Jesu-Kirche
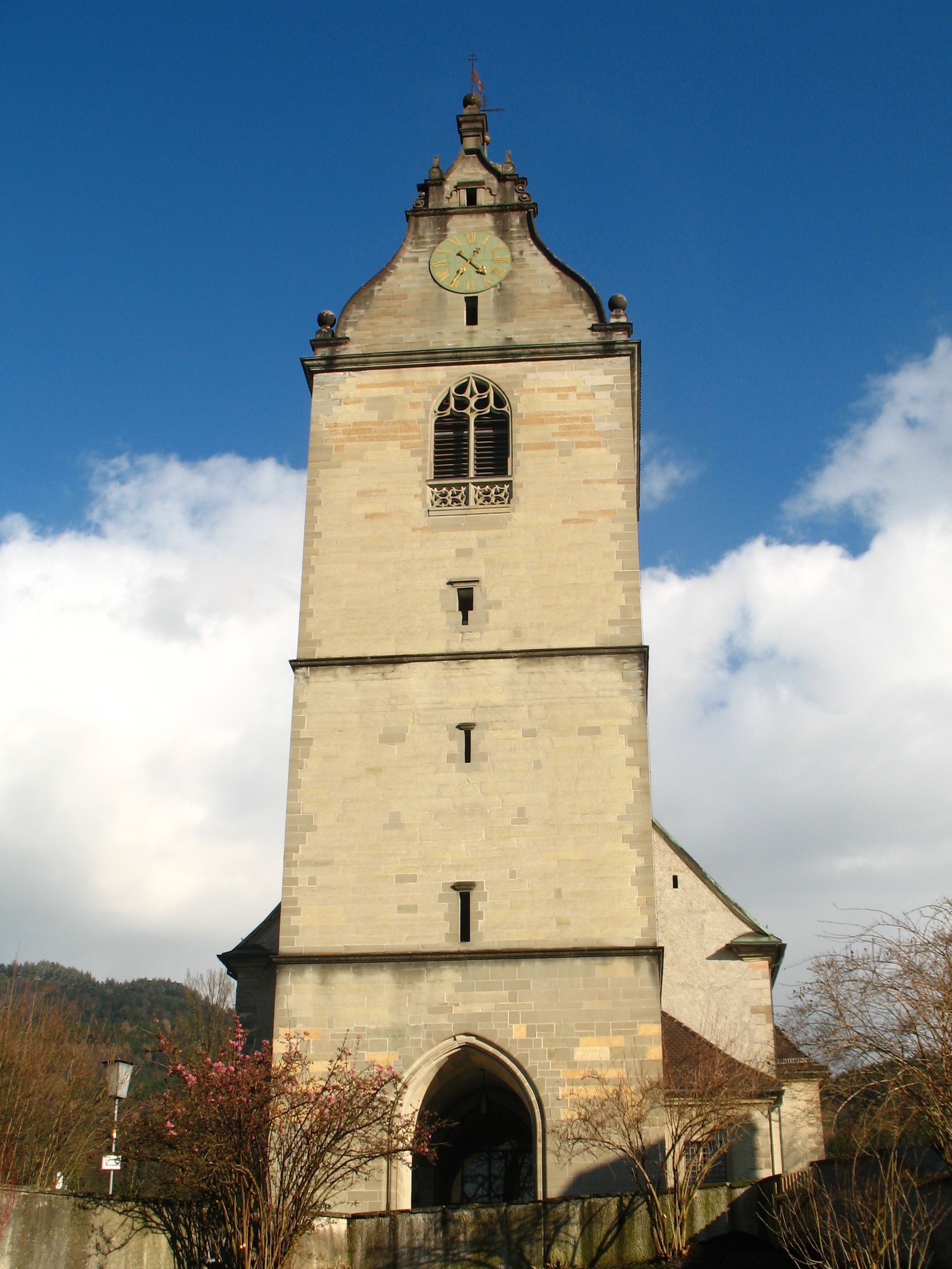
Stadtpfarrkirche St. Gallus
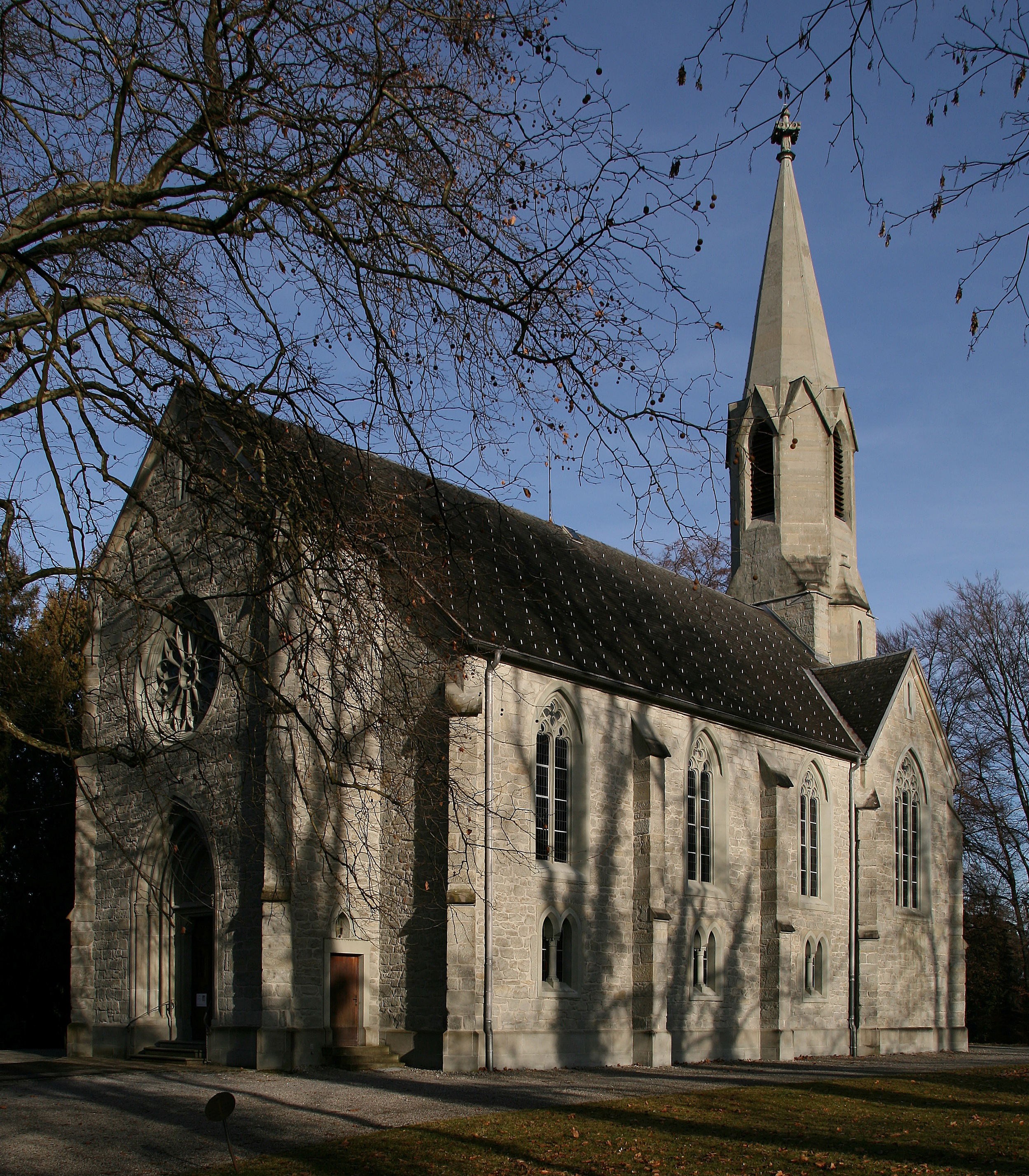
Kreuzkirche am Ölrain
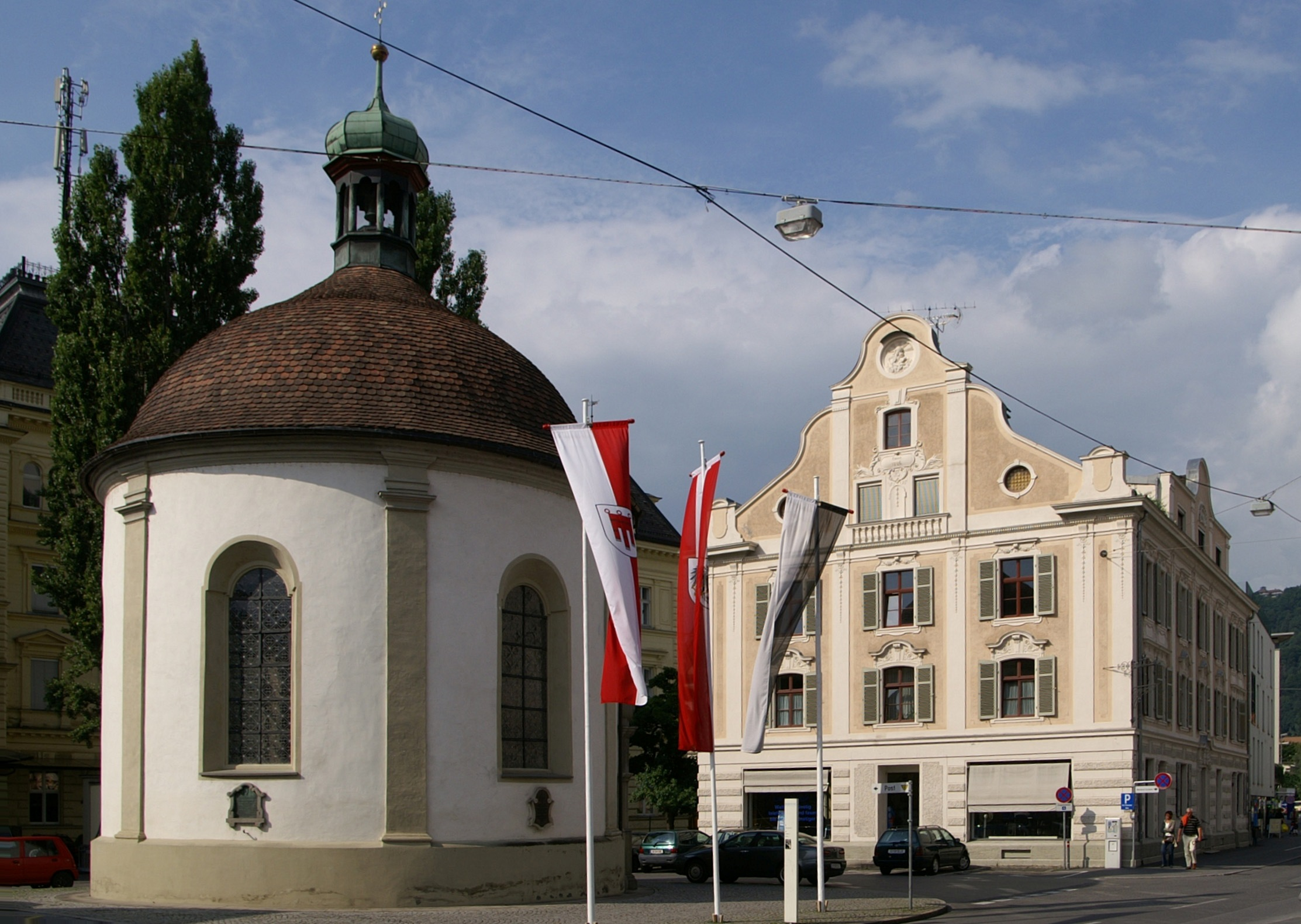
Nepomukkapelle

#### Katholische Kirchen
- Die Pfarrkirche Bregenz-St. Gallus war ursprünglich eine romanische Anlage und wurde nach Brand von 1477 im gotischen Stil erbaut. 1737 wurde sie im barocken Stil von Franz Anton Beer umgebaut – mit barockem Chorgestühl von Johann Joseph Christian aus der ehemaligen Klosterkirche Mehrerau.
- Pfarrkirche Bregenz-Herz Jesu (1908)
- Die Pfarrkirche Bregenz-Mariahilf im Stadtteil Rieden-Vorkloster wurde in den Jahren 1925 bis 1937 als Heldendankkirche zum Ersten Weltkrieg nach den Plänen von Clemens Holzmeister erbaut. Bemerkenswert ist die Verbindung von Zweckbauten (Pfarr- und Gemeindehaus) und dem Sakralbau mit einem Vorhof zu einem Komplex.
- Die Pfarrkirche Bregenz-St. Gebhard in Rieden-Vorkloster wurde von 1956 bis 1961 erbaut.
- Die Pfarrkirche Bregenz-St. Kolumban (1966) ist ein moderner Kirchenbau in der Weidachstraße.
- Die Pfarrkirche Bregenz-Fluh im Ortsteil Fluh ist auch eine Wallfahrtskirche.
- Die Klosterkirche Mehrerau.
- Die Kapuzinerkirche des ehemaligen Kapuzinerklosters von 1636 wurde im 18. Jahrhundert um eine Josephskapelle erweitert.
- Die Johannes-Nepomuk-Kapelle wurde 1757 unter Mitwirkung von Johann Michael Beer von Bildstein erbaut. Der restaurierte barocke Zentralbau mit Kuppel beherbergt einen reich ausgestatteten Hochaltar.
- Die Kapelle auf dem Gebhardsberg und heutige Wallfahrtskirche zum Heiligen Gebhard und Georg in der ehemaligen Burg geht auf eine 1720 dort gegründete Einsiedelei zurück. Der heutige Bau entstand 1791 nach einem Brand. Die Ausmalung mit Szenen aus dem Leben des Hl. Gebhard stammt von 1895.
- Die Kapelle Hl. Martin stiftete 1362 Graf Wilhelm III. von Montfort im damaligen Obergeschoß des Martinsturms.
- Die Seekapelle wurde 1445 zur Erinnerung an den Sieg über die Appenzeller errichtet und 1698/1699 nach Plänen von Christian Thumb von Kaspar Held im Barockstil umgebaut und ist dem Hl. Georg und der Muttergottes geweiht. Eine Besonderheit ist der Renaissance-Hochaltar (1615) von Esaias Gruber aus der ehemaligen Schlosskapelle Hofen/Lochau.
- Die Siechenkapelle zu Unserer Lieben Frau wurde 1400 von Graf Hugo von Montfort für das Siechenhaus gestiftet. Von 1744 bis 1746 wurde die gotische Kapelle barockisiert.

#### Evangelische Kirchen
- Die Evangelische Kreuzkirche am Ölrain in der Cosmus-Jenny-Straße wurde in den Jahren 1862–1864 nach Plänen von Christian Friedrich von Leins im neogotischen Stil erbaut. Sie besitzt eine Rieger-Orgel (1981). Beim Bau wurden römische Mauerreste entdeckt, die teilweise in die Friedhofsmauer einbezogen sind. Das Gebäude wird von der Evangelischen Kirche A. und H. B. genutzt.
- In einer Villa aus der Zeit der Jahrhundertwende und einem angebauten Gemeindezentrum an der Blumenstraße 5 ist die Evangelisch-methodistische Kirche untergebracht.

#### Neuapostolische Kirche
- Die Neuapostolische Kirche ist in Bregenz in der Nideggegasse 2 mit einer Gemeinde vertreten.

### Klöster

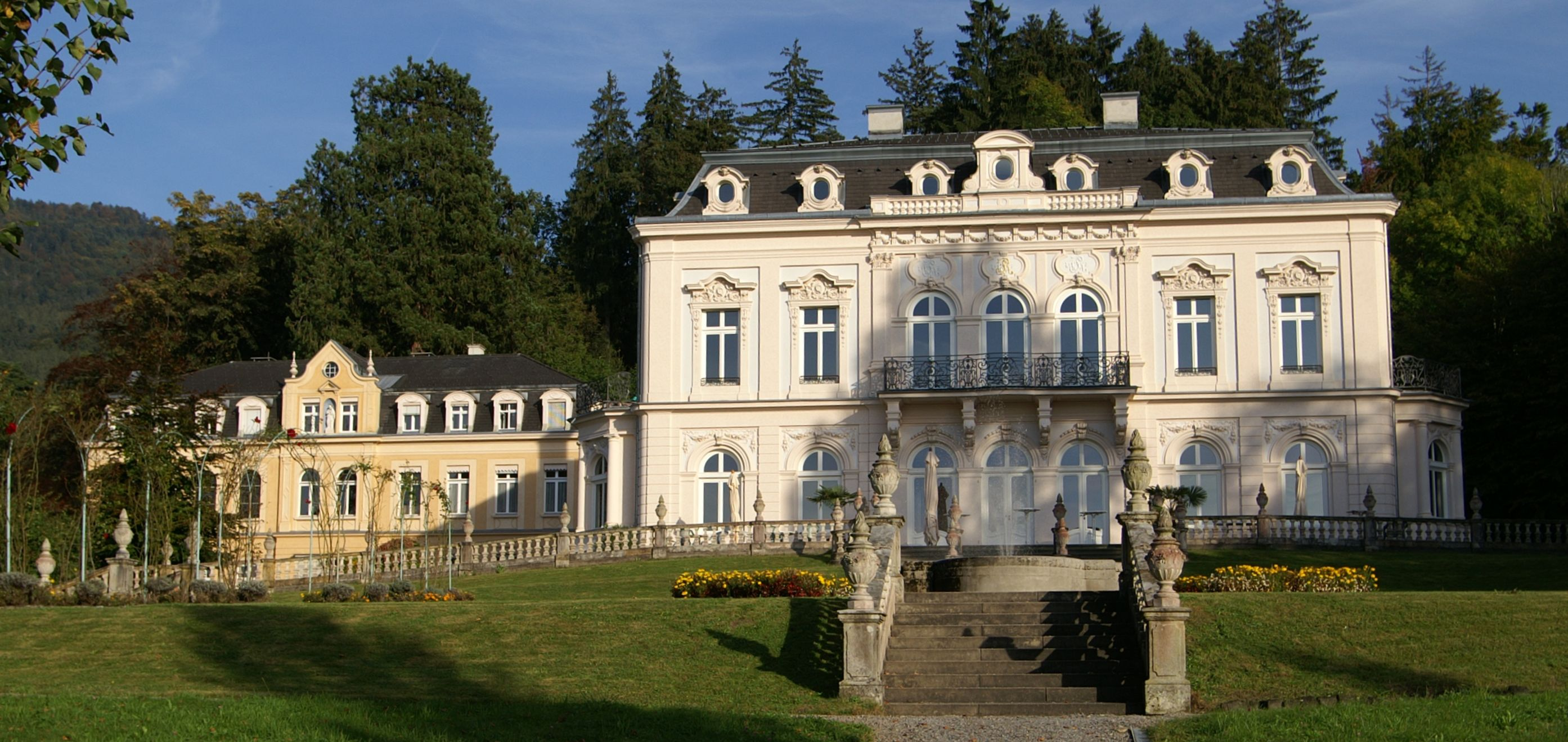
Kloster und Villa Raczyński

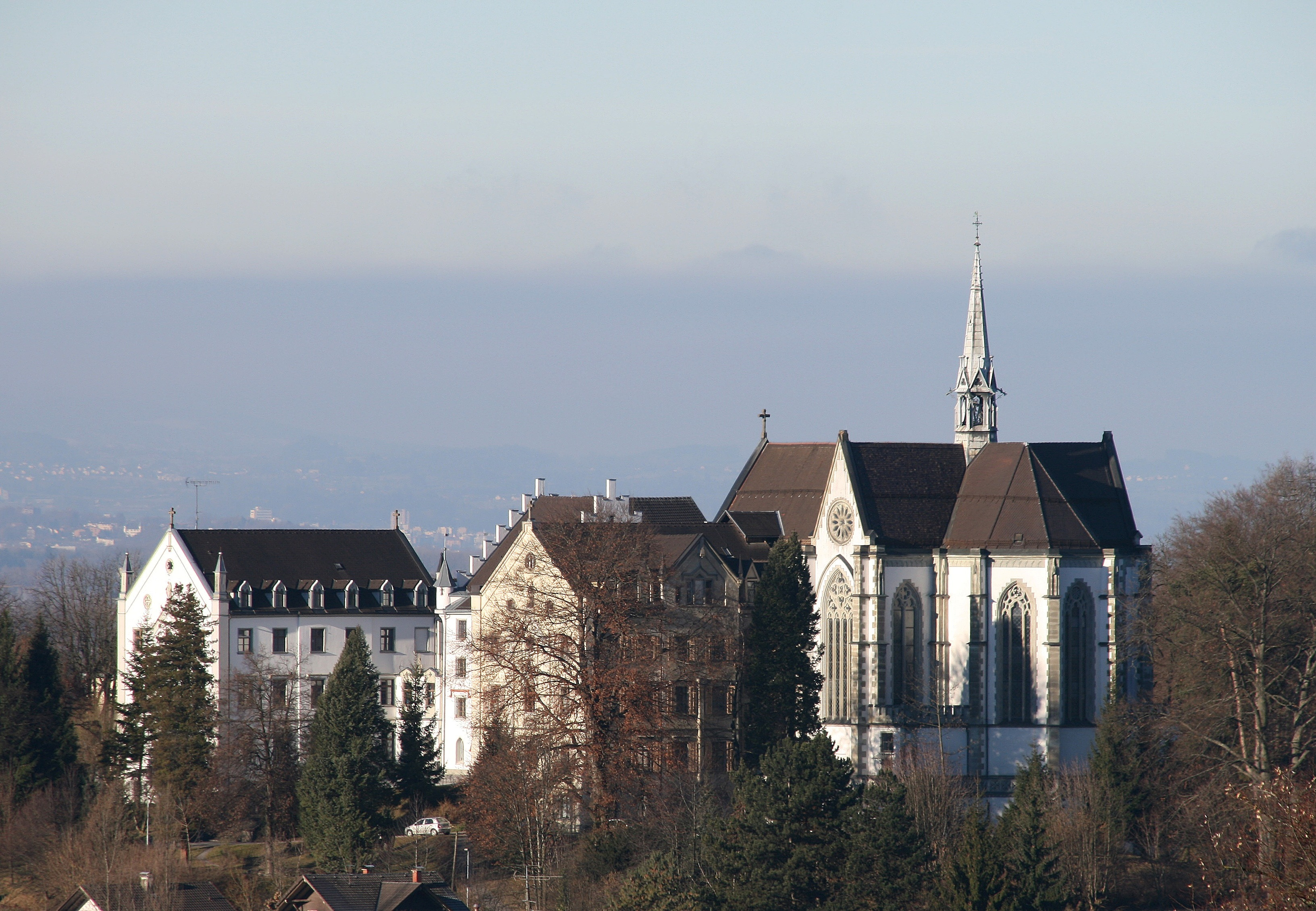
Riedenburg, Sacré Cœur

- Kloster Marienberg (Villa Raczyński): 1877 ließ der polnische Graf Raczyński diese Villa am Nordwest-Abgang des Gebhardsbergs für seine Frau erbauen. Die Schlossvilla im neubarocken Stil (von Stefan Dragl) krönt die leicht ansteigende Parklandschaft. Seit 1904 beherbergt die Villa ein Kloster der Dominikanerinnen und eine Schule.
- Kloster Riedenburg: Das Kloster wurde von Hans Sutter in den Jahren 1862 bis 1865 erbaut. Der Außenbau ist durch starke Strebepfeiler gegliedert. Das Langhaus und das schmale Querschiff besitzen ein gemeinsames Satteldach. Auf dem Gelände des Klosters Riedenburg befindet sich heute auch das private Mädchen-Gymnasium Sacré Coeur des katholischen Schwesternordens Sacré-Cœur.

#### Kloster Wettingen-Mehrerau

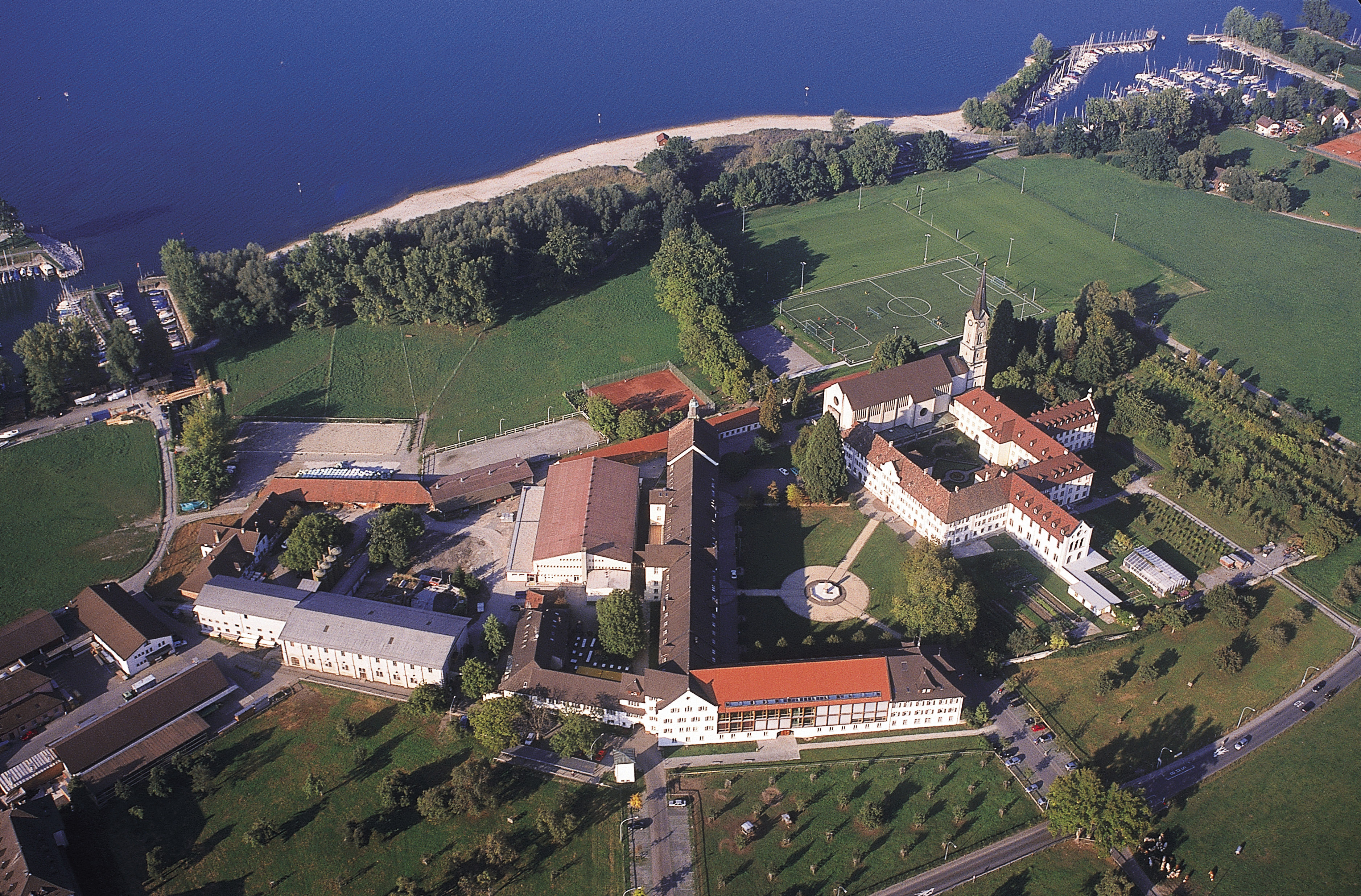
Territorialabtei Wettingen-Mehrerau

Dieser strenge symmetrische Bau des Sanatoriums Mehrerau (1922/1923) mit zweigeschoßiger Loggia und archialer Eingangstreppe mit bescheidenen Dimensionen nimmt den repräsentativen Stil Clemens Holzmeisters vorweg, den er später für die Regierungsbauten in Ankara entwickelt hat.

#### Kloster Thalbach, „Das Werk“
1436 wurde am Fuß des Gebhardsberges eine Gemeinschaft von Franziskanerinnen in der clusa Thalbach gegründet.
Im Jahre 1485 kam es zur Einweihung der ersten Kapelle in der Thalbachklause. Nach dem ersten Neubau wurde Thalbach 1575 mit allen Rechten eines Klosters ausgestattet. Durch Jahrhunderte waren die Schwestern aus Thalbach für ihr vorbildliches Ordensleben bekannt: Thalbacher Franziskanerinnen wurden gerufen, herabgekommene oder ausgestorbene Klöster (z. B. 1584 Kloster Wonnenstein und 1589 Kloster Grimmenstein in Appenzell) neu zu beleben oder anderen Klöstern (Sipplingen und Möggingen) leitende Verantwortliche zu sein.
Als im Jahr 1592 im Benediktinerkloster Mehrerau (seit 1854 Zisterzienser) eine Seuche wütete, wurden Thalbacher Schwestern um die Besorgung der Klosterküche gebeten. Die Seuche wurde besiegt. Als Dankgeschenk erhielten im Jahr 1592 die Franziskanerinnen eine kostbare Marienstatue vom Typ der Sedes Sapientiae („Sitz der Weisheit“). 1609/1910 wurde die Klosterkirche von Giovanni Prato neu erbaut. 1675 wurde auch ein neues Kloster von den Barockbaumeistern Michael Thumb aus Bezau und Michael Kuen aus Bregenz errichtet. 1782 erfolgte die Aufhebung des Klosters Thalbach durch Kaiser Joseph II.
1796 erwarben die Dominikanerinnen von Hirschberg-Hirschtal/Kennelbach von der Stadt Bregenz das verwaiste Kloster Thalbach. 1797 wurde die wertvolle Marienstatue, die vom Bregenzer Bürger Karg aufbewahrt worden war, in die Klosterkirche zurückgebracht. Das Wirken der Dominikanerinnen als kontemplative Gemeinschaft und zugleich in der Erziehung und Ausbildung der Mädchen war für Bregenz und Umgebung bedeutsam.
1983 übernahm die Geistliche Familie „Das Werk“ das Kloster Thalbach auf Bitten der Dominikanerinnen.

### Brunnen und Denkmäler
- Das Mahnmal „Widerstand in Vorarlberg 1938–1945“ von Nataša Sienčnik erinnert seit November 2015 am Sparkassenplatz mit dreizeiliger Fallblattanzeige informativ an etwa 100 Menschen, die sich gegen den Nationalsozialismus stellten, desertierten oder Flüchtlingen halfen.[20][30]
- Anton-Schneider-Denkmal, Seestraße: Die Portraitplastik des Befehlshabers des Volksaufstandes von 1809 wurde 1910 in Bronze von Georg Matt geschaffen.
- Hugo-Von-Montfort-Brunnen: Brunnen mit Darstellung des Minnesängers Hugo von Montfort (* 1357 in Bregenz) in Bronze von Emil Gehrer.
- Schattenplatz-Brunnen: Der sogenannte „Schattenplatz“ (aufgrund der Lichtlage bei Nacht, wo der Brunnen stets im Schatten ist) befindet sich am südlichen Rand der Innenstadt, am Ende der Maurachgasse.

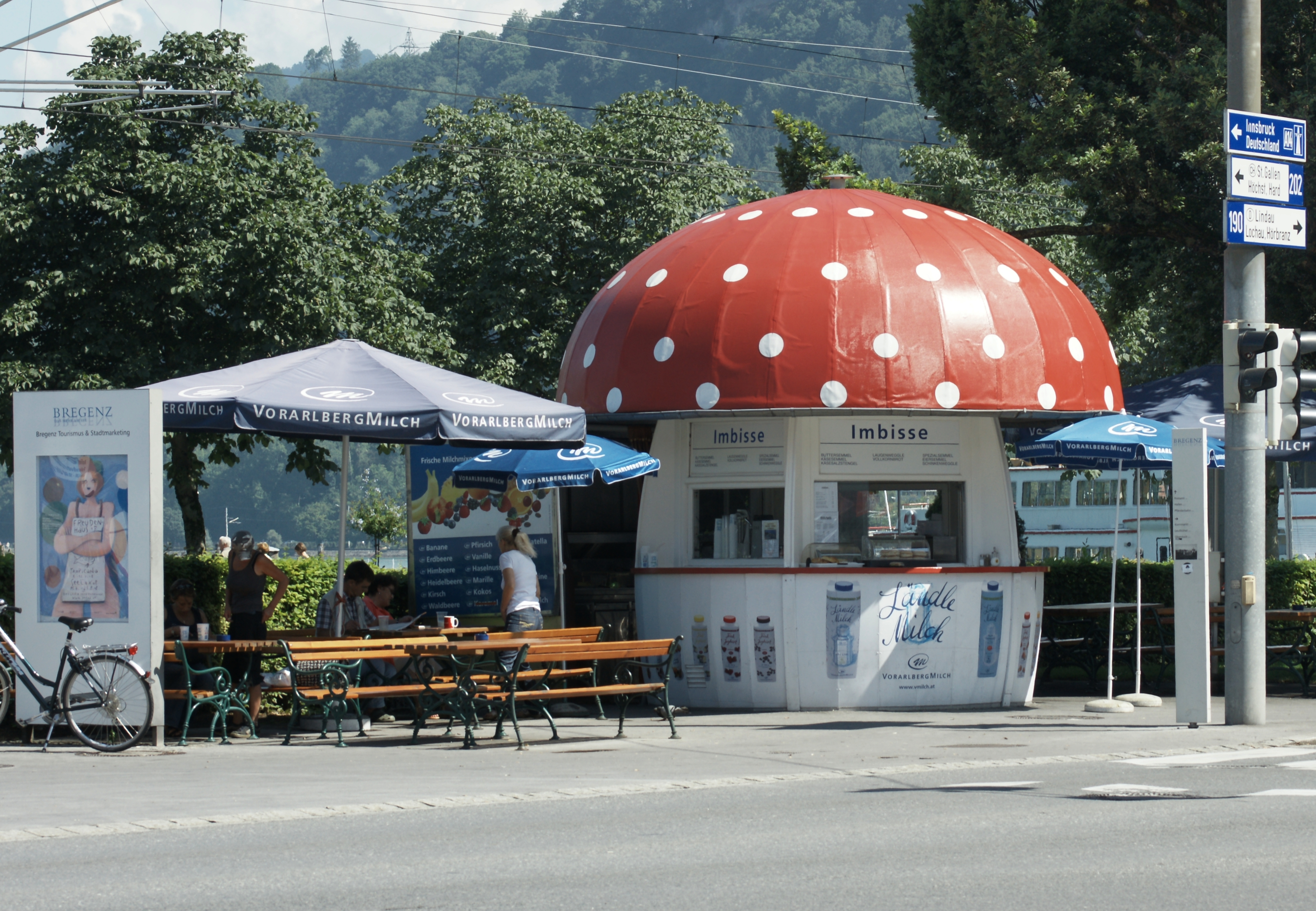
Pilzkiosk

### Pilzkiosk
In der Nähe des Hafens befindet sich eines der letzten acht Exemplare eines Pilzkiosks, der auch „Milchpilz“ genannt wird, letzteres deswegen, weil man dort diverse Milchgetränke kaufen kann.

### Sport
Im Sommer ist Baden, Skaten, Joggen und Fahrradfahren entlang des Bodensees und im Winter Eislaufen möglich. Das Konglomeratfelsband Känzele unter dem Gebhardsberg ist seit den 1980er Jahren als Klettergarten erschlossen und im Kletterführer Vorarlberg enthalten.
Der Pfänder dient im Sommer als Wandergebiet, im Winter als kleines Ski- und Rodelgebiet.
Im Oktober findet in Bregenz jährlich der Marathon der 3 Länder am Bodensee statt. Die Strecke führt durch die drei Bodensee-Anrainerstaaten Deutschland, Österreich und die Schweiz und führt über den Großteil der Distanz am Bodensee entlang, das Ziel ist in Bregenz.
In der Fußball-Bundesliga erzielte Schwarz-Weiß Bregenz in der Saison 2003/2004 mit dem 5. Platz, die beste Platzierung, die bis dahin ein Vorarlberger Fußballverein in dieser Liga je erreicht hatte. 2005 musste der schwer verschuldete Verein Konkurs anmelden. Der gleichnamige Nachfolgeverein Schwarz-Weiß Bregenz spielt ebenfalls im Bodenseestadion, das sich nunmehr aufgrund des Sponsorvertrags mit den Casinos Austria „Casinostadion“ nennt.
Seit 2014 findet in Bregenz für Fußball-Nachwuchsmannschaften in den Altersklassen U9 bis U19 alljährlich der Bodenseepokal statt. Während des Pfingstwochenendes treffen bei diesem Wettbewerb bis zu 100 Mannschaften mit über 1700 Spielern aus bis zu acht Ländern im sportlichen Wettkampf aufeinander.
1946 wurde als Sektion von SC Schwarz-Weiß Bregenz der Handball Verein Bregenz Handball (damals SC Schwarz-Weiß Bregenz) gegründet. Bregenz Handball gewann insgesamt neun Mal die österreichische Meisterschaft in der Handball Liga Austria und ist somit Rekordmeister. Bregenz Handball gewann zudem vier Mal den österreichischen Pokal und schaffte es auch mehrmals in die Gruppenphase der EHF Champions League.

### Badeanstalten

#### Militärbadeanstalt Bregenz

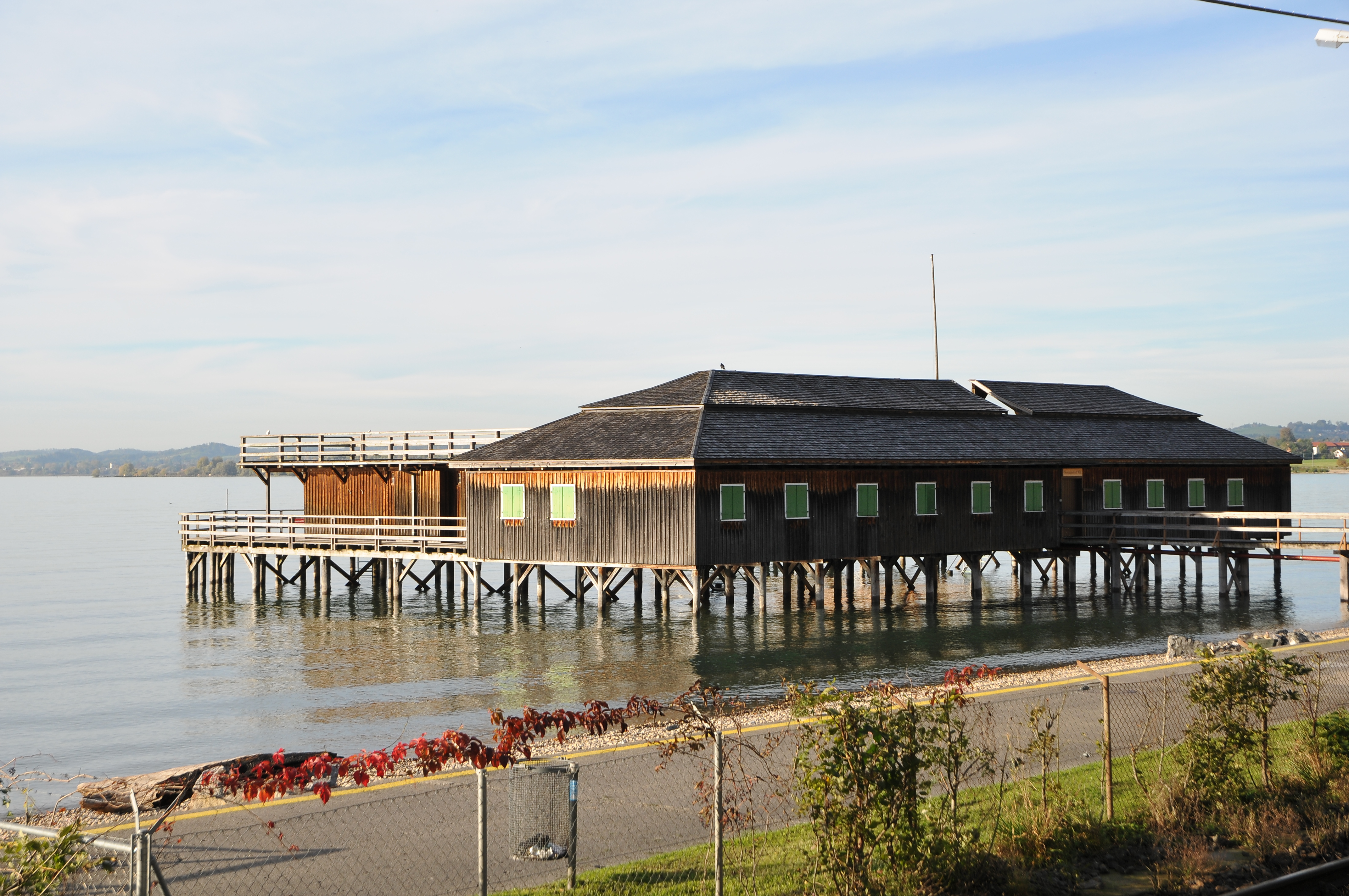
Militärbad (Mili) in Bregenz

Die Militärbadeanstalt Bregenz in der Reichsstraße (im Volksmund „Mili“ genannt) wurde 1825 zur Ertüchtigung der Soldaten der nahe gelegenen Bilgeri-Kaserne erbaut. Sie ist ein eingeschoßiger Pfahlbau, der über einen Holzsteg mit dem Ufer verbunden ist, und umfasst Umkleidekabinen, ein doppelstöckiges Sonnendeck und Leitern ins Wasser. Seit dem Ende des Zweiten Weltkriegs wird die Badeanstalt von der Stadt Bregenz als öffentliches Freibad betrieben.

#### Bregenzer Strand- und Hallenbad
Das erste Strandbad in Bregenz wurde bereits 1935 eröffnet, nachdem es schon einige interimistische Freibäder gab. Einer Volksabstimmung vorausgehend ist 1978 mit dem Abriss des alten Strandbades, der alten Seebühne und der Sporthalle begonnen worden und ein neues Strandbad mit angeschlossenem Hallenbad wurde gebaut.

#### Heilbad
In der Parzelle Am Brand in der Oberstadt von Bregenz wurde von 1790 bis 1806 ein Schwefelbad genutzt, das jedoch nur regionale Bedeutung erlangte und nur geringe Heilwirkung gehabt haben soll. Auch der in der Nähe befindliche Gasthof Schiff wies ein kleines Heilbad auf.
Siehe auch zum Heilbad in der Mehrerau: Heilbad Mehrerau und die Territorialabtei Wettingen-Mehrerau.

### Ortsbildgestaltung
Im Rahmen des europäischen Wettbewerbes „Entente Florale Europe“ wurde Bregenz 1996 mit einer Silbermedaille in der Kategorie Stadt ausgezeichnet.

## Wirtschaft und Infrastruktur
Im 19. und 20. Jahrhundert erfuhr die Stadt Bregenz eine starke wirtschaftliche Entwicklung mit Nahrungs- und Genussmittelindustrie, Feinmechanik und Textil. Bedeutender Erwerbszweig wurde auch der Tourismus.
Zum Stichtag 15. Mai 2001 zählten die 1527 in Bregenz ansässigen Betriebe 17.357 Beschäftigte und 571 Lehrlinge; insgesamt gab es 12.385 lohnsteuerpflichtige Erwerbstätige. Neun Unternehmen in Bregenz beschäftigen mehr als 200 Mitarbeiter und gelten daher als Großunternehmen.

### Unternehmen

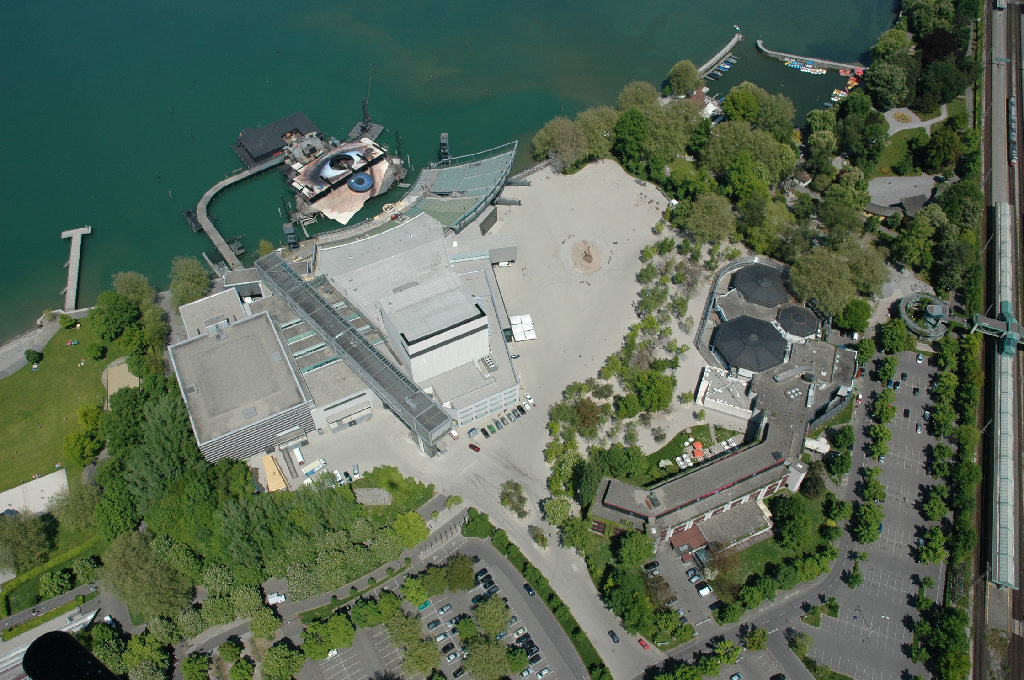
Festspielhaus Bregenz mit Seebühne (links oben) und Casino Bregenz (rechts unten)

Zu den bedeutendsten Unternehmen in Bregenz zählen:
- Dietrich Untertrifaller Architekten, Architekturbüro
- Hypo Vorarlberg Bank
- Julius Blum GmbH, Beschlägehersteller
- Kongresskultur Bregenz, Das Unternehmen ist mit seinem Veranstaltungsgebäude, dem Festspielhaus Bregenz, ein direkt am Bodensee gelegenes internationales Kongress- und Veranstaltungszentrum mit jährlich rund 400.000 Besuchern.
- Rhomberg Gruppe, Bauunternehmen
- Vorarlberg Lines-Bodenseeschifffahrt, Schifffahrtsunternehmen
- illwerke vkw, Energieversorgungs- und -dienstleistungsunternehmen
- Vorarlberger Landes-Versicherung VaG, Versicherungsverein auf Gegenseitigkeit
- Wolford AG, Unterwäschehersteller

### Öffentliches Gesundheitswesen

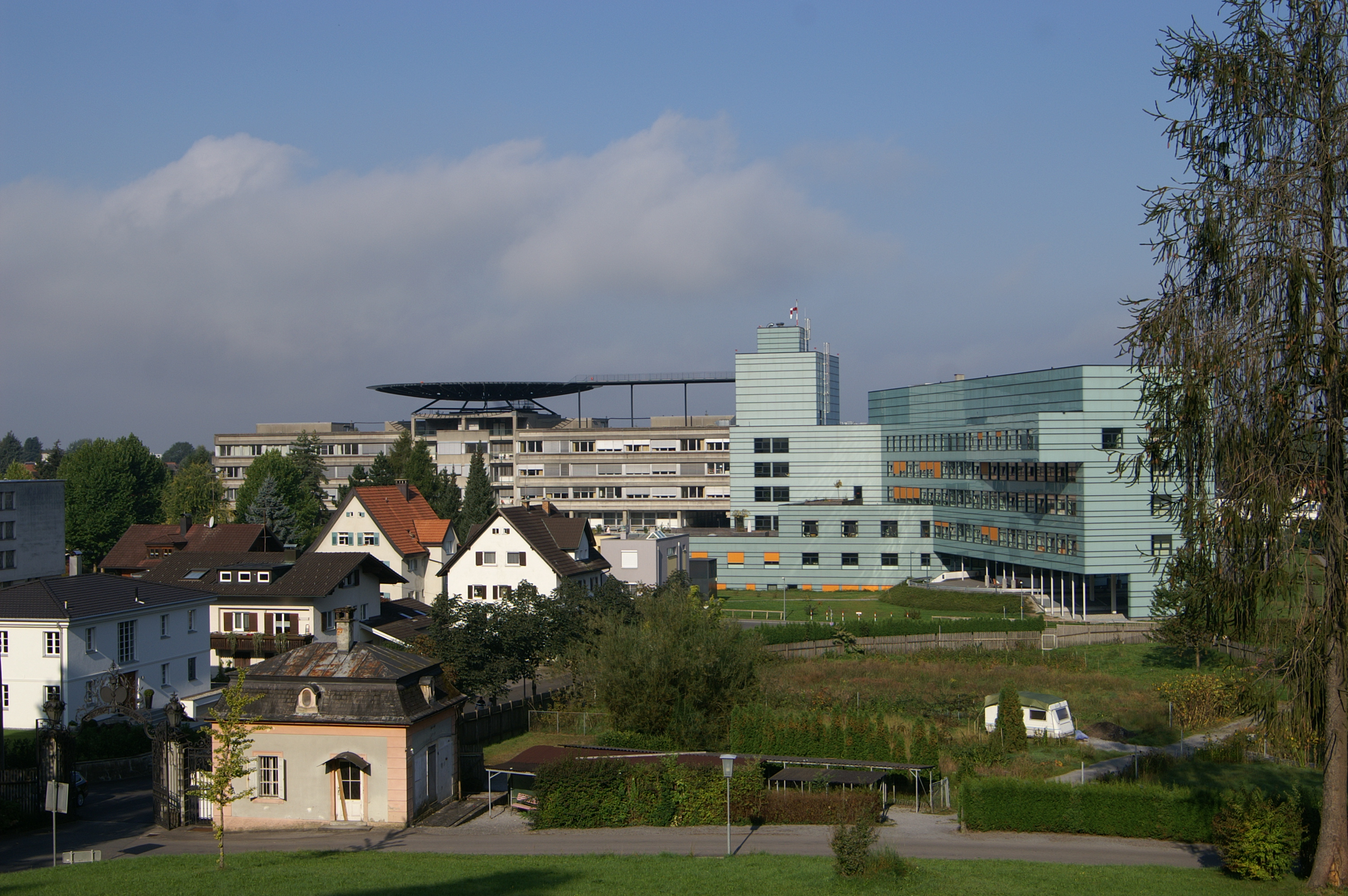
Ansicht des LKH Bregenz

Auf dem Bereich des öffentlichen Gesundheitswesens verfügt Bregenz über eine einer Landeshauptstadt angemessene Versorgung. So besteht in der Stadt mit dem Landeskrankenhaus Bregenz ein größeres Spital, welches vom Land Vorarlberg durch die Vorarlberger Krankenhausbetriebsgesellschaft betrieben wird. Daneben unterhält die Stadt selbst drei Seniorenheime, von denen zwei als Sozialzentren geführt werden.
Das Österreichische Rote Kreuz betreibt in Bregenz eine Rot-Kreuz-Dienststelle, die 191 größtenteils ehrenamtliche Mitarbeiter umfasst und im Jahr 2011 22.395 Einsätze absolvierte. Dabei ist die Dienststelle mit fünf Rettungswagen und drei Krankentransportwagen nicht nur für das Bregenzer Stadtgebiet, sondern auch für das Leiblachtal, den Vorderwald im Bereich Sulzberg/Doren und das gesamte Rheindelta zuständig. Außerdem existiert ein beim LKH Bregenz stationiertes Notarzteinsatzfahrzeug, welches ebenfalls vom Roten Kreuz mitbetreut wird und für die notärztliche Versorgung des Einsatzgebiets sorgt.
In Bregenz unterhalten außerdem der Österreichische Bergrettungsdienst und die Österreichische Wasserrettung ihren Landessitz sowie eigene Dienststellen.

### Öffentliche Sicherheit

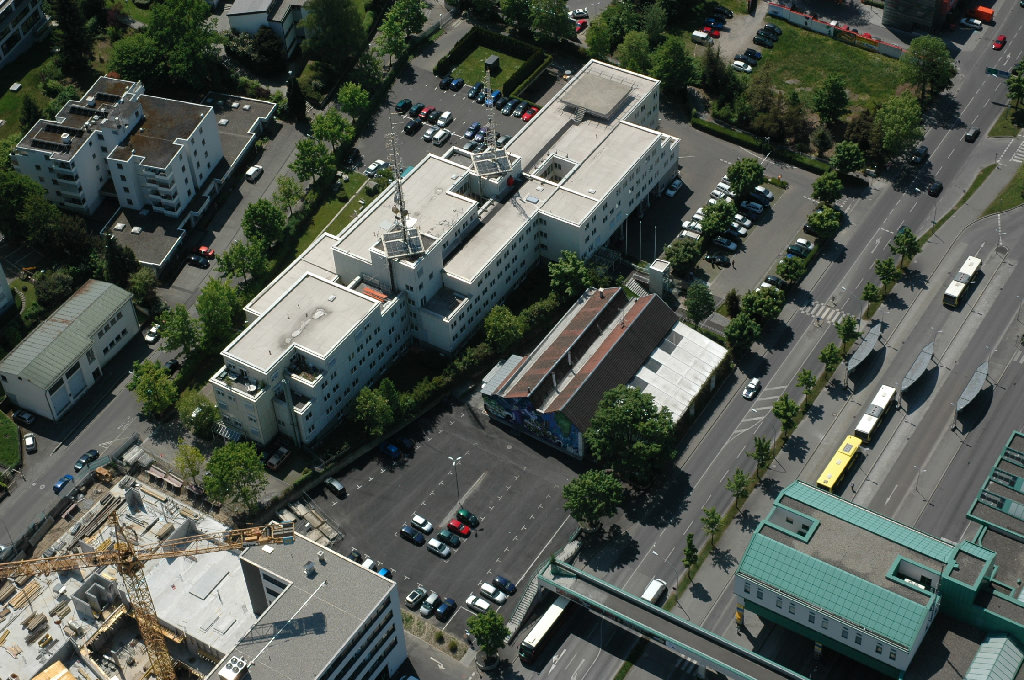
Das Gebäude der Landespolizeidirektion

Bregenz ist als Vorarlberger Landeshauptstadt Sitz der Landespolizeidirektion Vorarlberg, der auch das Landeskriminalamt und das Landesamt für Verfassungsschutz und Terrorismusbekämpfung angegliedert sind. Entgegen den anderslautenden Bezeichnungen handelt es sich dabei um Behörden des Bundes, konkret des Wachkörpers Bundespolizei des Bundesministeriums für Inneres. Die Bundespolizei unterhält in Bregenz außerdem das Bezirkspolizeikommando für den Bezirk Bregenz, eine Polizeiinspektion und – aufgrund der direkten Bahnverbindungen in Richtung St. Margrethen in der Schweiz und Lindau in Deutschland – eine Grenzpolizeiinspektion im Bahnhof. Für die öffentliche Sicherheit sorgt außerdem der Gemeindewachkörper der Stadt Bregenz, welcher gemeinhin als Stadtpolizei Bregenz bezeichnet wird.
Als weitere öffentliche Sicherheitseinrichtung unterhält die Freiwillige Feuerwehr der Stadt Bregenz vier Ortsfeuerwehren im Gemeindegebiet (Bregenz-Stadt, Bregenz-Rieden, Bregenz-Vorkloster und Bregenz-Fluh). Bregenz ist damit eine von nur drei österreichischen Landeshauptstädten, die keine eigene Berufsfeuerwehr unterhält, sondern die Aufgaben des Feuerwehrwesens der Freiwilligen Feuerwehr überlässt, welche von der Stadt Bregenz ausgerüstet und finanziell unterhalten wird.

### Bildung
Bregenz ist eines der wichtigsten Bildungszentren im Bundesland Vorarlberg sowie der wichtigste Schulstandort im Bezirk Bregenz. In Bregenz gab es 14 Kindergärten und 9175 Schüler, davon 2125 an allgemeinbildenden höheren Schulen (AHS) sowie 4645 an berufsbildenden höheren Schulen (BHS) (Stand Jänner 2003).
Die Landeshauptstadt Bregenz betreibt sechs städtische Volksschulen. Daneben existiert auch noch eine private Volksschule in Marienberg sowie eine Volksschule an der Schule Bregenz Weidach, die als Sonderpädagogische Schule geführt wird. Im Bereich der Sekundarschulen existieren in Bregenz drei städtische Mittelschulen sowie die Unterstufen der vier Bregenzer Gymnasien, der beiden Bundesgymnasien Blumenstraße und Gallusstraße sowie der Privatgymnasien Mehrerau und Sacré-Cœur Riedenburg. Außerdem gibt es auch zwei Berufsbildende mittlere Schulen, welche beide an der privaten Wirtschaftsfachschule Marienberg untergebracht sind (Einjährige Wirtschaftsfachschule und Wirtschaftliche Fachschule). Außerdem zählen auch die drei in Bregenz existierenden Landesberufsschulen zur mittleren Schulbildung, die allerdings parallel zur Lehrausbildung absolviert wird.
Daneben ist Bregenz insbesondere als Standort mehrerer höherer Schulen über die Stadtgrenzen hinaus als Schulstandort von Bedeutung. Neben den Oberstufen der bereits erwähnten vier Gymnasien existieren auch mehrere Berufsbildende höhere Schulen. Die größte Bregenzer Schule ist dabei die Bundeshandelsakademie und Bundeshandelsschule Bregenz, dicht gefolgt von der Höheren technischen Bundeslehr- und Versuchsanstalt Bregenz. Darüber hinaus bestehen auch hier wieder zwei Privatschulen, nämlich die Höheren Lehranstalten für wirtschaftliche Berufe in Marienberg und Riedenburg. Als fortführendes Bildungsangebot besteht außerdem in Bregenz auch eine Schule für allgemeine Gesundheits- und Krankenpflege.
In Bregenz ist die Vorarlberger Landesbibliothek als wissenschaftliche Regionalbibliothek für Vorarlberg und die Stadtbücherei mit zwei Filialen (Filiale Stadt und Filiale Vorkloster) angesiedelt.
Ein wichtiges Kulturinstitut in Bregenz ist die Musikschule Bregenz mit dem Hauptgebäude Villa Liebenstein und der Expositur Grunental. Etwa 1.300 Musikschüler werden derzeit von circa 50 Lehrern unterrichtet. Es finden jährlich zahlreiche Konzerte und Auftritte statt, zu den wichtigsten zählen u. a. „Musik im Park“ und das Schlusskonzert.
Die Volkshochschule Bregenz bietet jährlich mehr als 500 Kurse an.
Seit Oktober 2016 werden in Kooperation mit der Sigmund Freud Privatuniversität Wien an der Sigmund Freud Privatuniversität Bodensee (SFU Bodensee) in Bregenz die Studienfächer Psychologie, Jus, Psychotherapiewissenschaften und Kunsttherapie unterrichtet.

### Verkehr
Straße

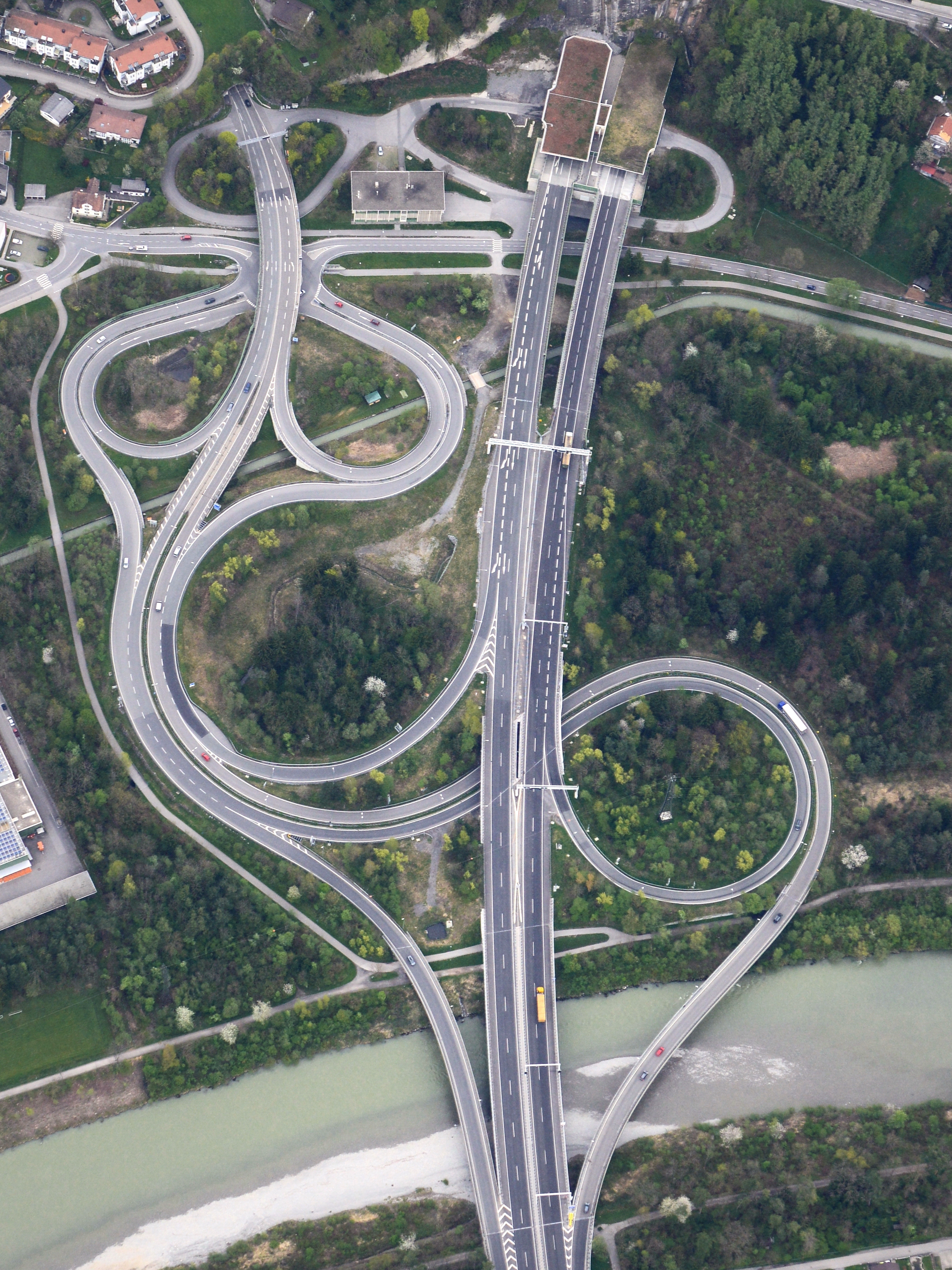
Südportal des Pfändertunnels mit Weidachknoten

Die Rheintal/Walgau Autobahn A 14 umfährt Bregenz durch den Pfändertunnel östlich des Stadtgebiets, die Stadt ist per Autobahnzubringer über den Citytunnel an die A 14 angeschlossen. Direkt durch das Bregenzer Stadtgebiet führen die beiden wichtigen Landesstraßen L 190 Vorarlberger Straße und L 202 Schweizer Straße, die in Bregenz aufeinander treffen und die Stadt mit den Staatsgrenzen zur Schweiz und Deutschland verbinden. Durch die geografische Lage der Stadt Bregenz zwischen Bodensee und dem Gebirgsmassiv des Pfänderstocks sind die durch Bregenz führenden Hauptverkehrsverbindungen Nadelöhre des Individualverkehrs, weshalb es insbesondere zur Hauptverkehrszeit und zum Urlauberschichtwechsel immer wieder zu größeren Staubildungen in dem und um das Stadtgebiet kommt. Um das Ausweichen von Mautflüchtlingen auf das durch Bregenz und die umliegenden Gemeinden führende niederrangige Straßennetz zu vermeiden, ist der A 14-Abschnitt zwischen der deutsch-österreichischen Grenze und der Anschlussstelle Hohenems/Diepoldsau von der Vignettenpflicht ausgenommen.
Eisenbahn

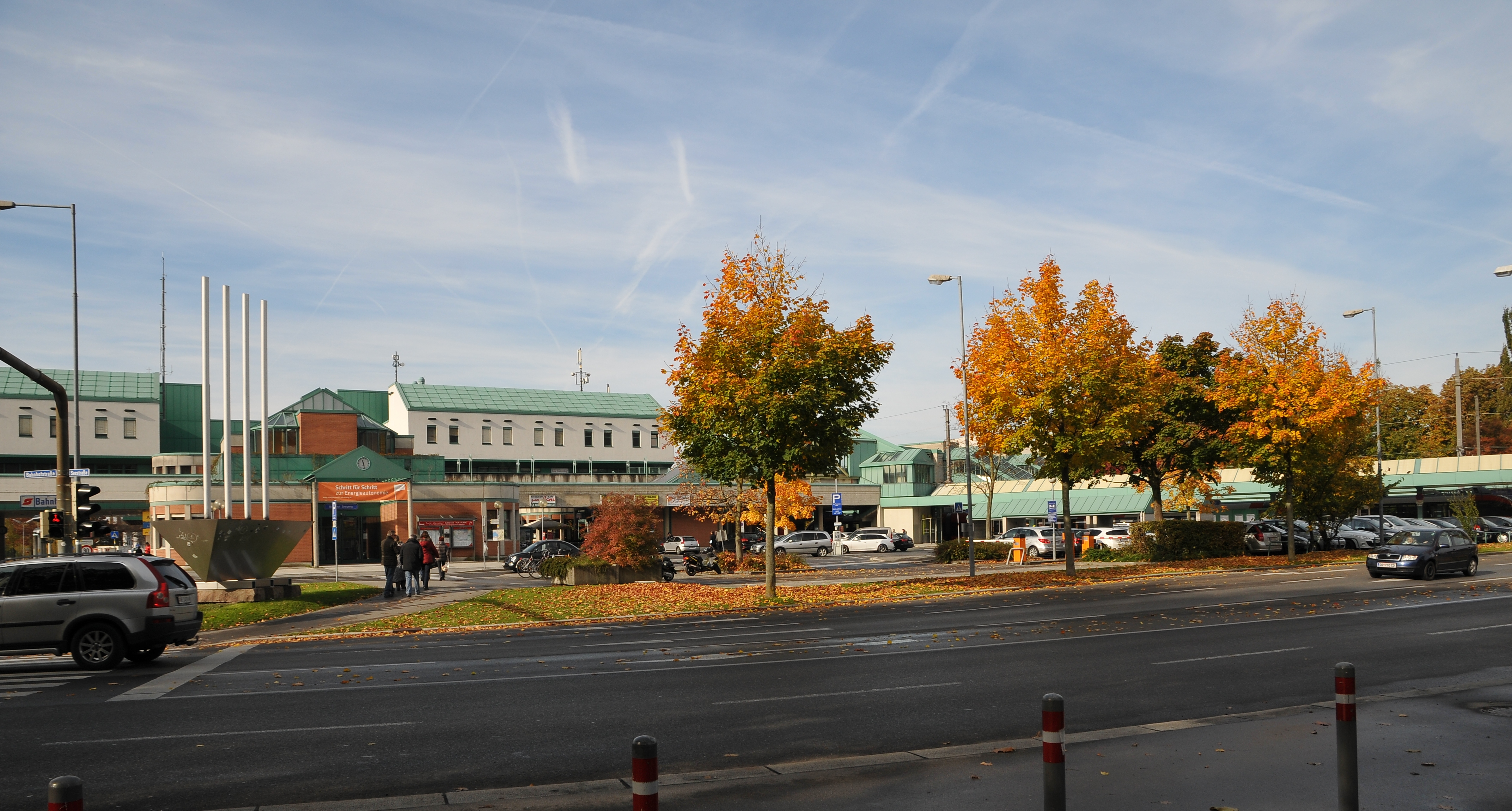
Hauptgebäude von 1989 des Bahnhofs Bregenz von Südosten aufgenommen

Bregenz erhielt 1872 mit der Eröffnung der normalspurigen Bahnstrecke Lindau–Bludenz einen Eisenbahnanschluss, darüber hinaus bestand von 1902 bis 1983 mit der schmalspurigen Bregenzerwaldbahn eine Verbindung nach Bezau. 1989 wurde ein neues Bahnhofsgebäude mit neuen Bahnsteigen etwa 300 m in Richtung Bludenz versetzt in Betrieb genommen. Dieses befindet sich nach 35 Jahren bereits in einem sehr schlechtem Zustand. Dazu besteht das süd- und ostseitige Bahnhofsumfeld zu einem großen Teil nur aus Parkflächen und Straßen. Nach jahrelangen Diskussionen und Planungen beschlossen die Entscheidungsträger von ÖBB, Stadt und Land im Februar 2024, ein neues Bahnhofsgebäude am Standort des jetzigen errichten zu lassen sowie das Bahnhofsumfeld durch eine Ausdünnung des Straßenverkehrs und eine entsprechende Bebauung zu attraktivieren.
Heute betreiben die Österreichischen Bundesbahnen drei Bahnstationen in der Stadt: den Bahnhof Bregenz, die Haltestelle „Bregenz Hafen“ und die Haltestelle Riedenburg, wobei letztere beide nur dem Regionalverkehr dienen. In Bregenz halten, neben den aus Wien kommenden und hier endenden Railjets, ein Intercity-Express-Zugpaar von Innsbruck nach Dortmund sowie die EuroCity-Züge der Verbindung Zürich–München.
Vom Bahnhofsvorplatz aus verkehren zudem diverse Buslinien des Stadt- und Regionalverkehrs, darunter Busse des Landbus Unterland, Landbus Bregenzerwald sowie Verbindungen ins Leiblachtal. Bregenz ist damit zentraler Verkehrsknotenpunkt des nördlichen Rheintals und von verkehrstechnischer Bedeutung für den gesamten Bezirk Bregenz. Innerhalb des Stadtgebiets ist mit dem Stadtbus Bregenz ein eigenes Verkehrsunternehmen im Eigentum der Stadtwerke Bregenz eingerichtet worden, welches mit fünf Buslinien die wichtigsten Einrichtungen und Wohngebiete der Stadt verbindet.
Rad
Auch durch Bregenz verläuft die meist ufernah rund um den See geführte Radroute Bodensee-Radweg.
Wanderwege
Bregenz ist Endpunkt des Nordalpen-Weitwanderwegs, welcher am Neusiedler See beginnt, sowie des Maximilianswegs. Weiters verlaufen durch Bregenz die Europäischen Fernwanderwege E4 und E5. Auch der Münchner Jakobsweg führt als Pilgerweg nach Bregenz.
Schifffahrt
Der internationale Verkehrsverbund Vereinigte Schifffahrtsunternehmen für den Bodensee und Rhein (VSU), vulgo Bodenseeschifffahrt, für Linien-, Ausflugs- und Sonderfahrten existiert in seinen Anfängen seit 1860/65 und bedient den Hafen Bregenz.
Umwelt-Ranking
Der folgende Graph zeigt einen Vergleich der österreichischen Landeshauptstädte in sieben umweltrelevanten Bereichen, welcher 2020 durch die Umweltorganisation Greenpeace durchgeführt wurde (je mehr Punkte umso besser):
- Verkehrsmittelwahl: Anzahl der Wege im Personenverkehr, die umweltfreundlich zu Fuß, per Rad oder mit öffentlichem Verkehr zurückgelegt werden.
- Luftqualität: Belastung mit Stickstoffdioxid und Feinstaub
- Radverkehr: Länge des Radnetzes, Anzahl City-Bikestationen, Zahl der Verkehrsunfälle
- Öffentlicher Verkehr: Preis, zeitliche und räumliche Abdeckung
- Parkraum: Preis für das Parken, Anteil der Kurzparkzonen
- Fußgänger: Flächen der Fußgängerzonen und der verkehrsberuhigten Zonen, Anzahl Verkehrsunfälle
- Auto-Alternativen: Anzahl Elektro-Autos, Anzahl Elektro-Ladestationen, Anzahl Car-Sharing-Autos
- Durchschnitt: Summe der sieben Einzelwertungen geteil durch sieben.

## Politik

### Stadtvertretung
In Vorarlberg wählen die Bürger alle fünf Jahre die Mitglieder der Stadtvertretung durch Ankreuzen eines Listen-Wahlvorschlages bzw. durch Mehrheitswahl wenn kein Listenvorschlag vorliegt. Weiters den Bürgermeister durch Ankreuzen eines Wahlvorschlages.
Die Stadtvertretung, deren Mitglieder als „Gemeinderäte“ bezeichnet werden, wählt in der konstituierenden Sitzung aus ihrer Mitte – sofern keine Wahl durch die Bürger zustande kam – gemäß § 61 GG einen Bürgermeister und dann einen mindestens dreiköpfigen Stadtvorstand. Die Zahl dieser „Stadträte“ darf aber gemäß § 55 GG den vierten Teil der Zahl der Gemeindevertreter nicht übersteigen.
Der Bürgermeister führt den Vorsitz bei den generell öffentlichen Sitzungen der Stadtvertretung, in denen kommunale Belange besprochen und Beschlüsse gefasst werden. Beobachter haben kein Mitspracherecht und kein Stimmrecht. Die Stadtvertretung kann nach Bedarf Ausschüsse bestellen. Sitzungen der Stadträte und der Ausschüsse sind nicht öffentlich.

#### Sitzverteilung nach den Wahlen
- Gemeindevertretungswahlen 1985: SPÖ 21, ÖVP 11, Bregenzer Liste 2, FPÖ 1, Bregenz grünt – Liste f.direkte Demokratie 1.[50]
- Gemeindevertretungswahlen 1990: SPÖ 15, ÖVP 14, FPÖ 3, Bregenzer Liste 2,  Grünes Forum 2,  Bregenzer Liste 2.[51]
- Gemeindevertretungswahlen 1995: Bgm. S. Gasser, ÖVP 18, SPÖ 9, FPÖ 5, Grünes Forum 2, Liberales Forum 2.[52]
- Gemeindevertretungswahlen 2000: Markus Linhart, VP 20, SPÖ 7, FPÖ 5, Grünes Forum 3, Bregenz denkt 1.[53]
- Gemeindevertretungswahlen 2005: Markus Linhart, VP 14, Michael Ritsch, SP 13, Die Grünen 5, FPÖ 2, Bregenz denkt 2.[54]

- Gemeindevertretungswahlen 2010: Markus Linhart, VP 18, Michael Ritsch, SP 10, Die Grünen 4, FPÖ 2, Bregenz denkt 1.[55]
- Gemeindevertretungswahlen 2015: Markus Linhart, VP 16, Michael Ritsch, SP 8, Andrea Kinz - FP 6, Die Grünen 5, NEOS 1.[56]
- Gemeindevertretungswahlen 2020: Bgm. Markus Linhart – VP 15, Michael Ritsch: Team Bregenz 11, Sandra Schoch – Die Grünen 6, Philipp Kuner FP 2, NEOS 2.[57]
- Gemeindevertretungswahlen 2025: Michael Ritsch:Team Bregenz 16, Roland Frühstück – VP 11, FPÖ 4, Sandra Schoch – Die Grünen 4, NEOS 1.[58]

### Bürgermeister
seit 1945
- 1938–1945 Carl Solhardt (NSDAP)
- 1945–0000 Stefan Kohler (ÖVP)[59]
- 1945–1947 Julius Wachter (ÖVP)[59]
- 1947–1950 Othmar Michler (ÖVP)[59]
- 1950–1970 Karl Tizian (ÖVP)[59]
- 1970–1988 Fritz Mayer (SPÖ)[59]
- 1988–1990 Norbert Neururer (SPÖ)[59]
- 1990–1998 Siegfried Gasser (ÖVP)[59]
- 1998–2020 Markus Linhart (ÖVP)[59][60][61]
- seit 2. November 2020 Michael Ritsch (SPÖ)[62][63]

als Zeitleiste 2025–1945 (mit gestürzter Zeitskala)

### Wahlergebnisse historisch(unvollständig)
| Datum                        | Wahlberechtigte              | Wahlbeteiligung | Stimmen |
| ---------------------------- | ---------------------------- | --- | --- |
| 23. April 1950               | 11.229                       | 91,9 % | ÖVP: 41,5 % SPÖ: 26,7 % FPÖ: 5,8 % KLS: 26,0 % |
| 3. April 1955                | 12.177                       | 93,3 % | ÖVP: 50,7 % SPÖ: 28,9 % FPÖ: 4,6 % KLS: 15,8 % |
| 3. April 1960                | 13.444                       | 93,8 % | ÖVP: 54,6 % SPÖ: 26,6 % FPÖ: 16,1 % KLS: 2,7 % |
| 4. April 1965                | 14.237                       | 93,3 % | ÖVP: 57,9 % SPÖ: 24,5 % FPÖ: 15,2 % KLS: 2,4 % |
| 12. April 1970               | 14.407                       | 92,9 % | ÖVP: 41,0 % SPÖ: 35,8 % FPÖ: 22,5 % KPÖ: 0,7 % |
| 13. April 1975               | 14.288                       | 93,4 % | ÖVP: 36,7 % SPÖ: 51,1 % FPÖ: 11,4 % KPÖ: 0,6 % SGP: 0,2 %                                                                                          |
| 20. April 1980               | 15.263                       | 92,6 % | ÖVP: 32,6 % SPÖ: 53,6 % FPÖ: 6,1 % KPÖ: 0,3 % B.Liste: 7,4 %                                                                                       |
| 21. April 1985               | 16.315                       | 90,8 % | ÖVP: 30,2 % SPÖ: 54,5 % FPÖ: 4,4 % KPÖ: 0,3 % B.Liste: 7,6 % B.Grünt: 3,0 %                                                                        |
| 1. April 1990                | 17.109                       | 89,2 % | ÖVP: 37,1 % SPÖ: 42,1 % FPÖ: 9,3 % B.Liste: 5,6 % B.Grünt: 5,9 %                                                                                   |
| 2. April 1995                | 17.361                       | 90,0 % | ÖVP: 47,3 % SPÖ: 25,1 % FPÖ: 15,1 % GFB: 5,8 % LFB: 5,6 % Liga: 1,1 %                                                                              |
| 2. April 2000                | 17.516                       | 85,3 % | ÖVP: 52,32 % SPÖ: 17,49 % FPÖ: 14,82 % GFB: 8,5 % LiB: 2,39 % Bregenz denkt: 3,99 % Liste V: 0,49 %                                                |
| Bürgermeisterdirektwahl 2000 | Bürgermeisterdirektwahl 2000 | Markus Linhart: 72,98 % Manfred Bliem: 12,68 % Irina Schoettel: 9,36 % Karl-Heinz Marent: 4,98 %                                                   | Markus Linhart: 72,98 % Manfred Bliem: 12,68 % Irina Schoettel: 9,36 % Karl-Heinz Marent: 4,98 %                                                   |
| 2. April 2005                | 18.141                       | 61,38 % | ÖVP: 38,15 % SPÖ: 35,48 % FPÖ.: 7,28 % Die Grünen: 13,41 % Bregenz denkt: 5,30 % Pro Vorklost.: 0,36 %                                             |
| Bürgermeisterdirektwahl 2005 | Bürgermeisterdirektwahl 2005 | Markus Linhart: 40,68 % Michael Ritsch: 37,32 % Werner Karg: 6,82 % Gernot Kiermayr: 9,90 % Karl-Heinz Marent: 5,27 %                              | Markus Linhart: 40,68 % Michael Ritsch: 37,32 % Werner Karg: 6,82 % Gernot Kiermayr: 9,90 % Karl-Heinz Marent: 5,27 %                              |
| Bürgermeisterstichwahl 2005  | Bürgermeisterstichwahl 2005  | Markus Linhart: 52,56 % Michael Ritsch: 47,44 % | Markus Linhart: 52,56 % Michael Ritsch: 47,44 % |
| 14. März 2010                | 19.899                       | 59,38 % | ÖVP: 48,76 % SPÖ: 26,28 % Die Grünen: 10,40 % FPÖ: 8,48 % Bregenz denkt: 4,44 % Piraten.: 1,64 %                                                   |
| Bürgermeisterdirektwahl 2010 | Bürgermeisterdirektwahl 2010 | Markus Linhart: 56,84 % Michael Ritsch: 26,09 % Gernot Kiermayr: 6,87 % Harald Stifter: 6,14 % Karl-Heinz Marent: 4,06 %                           | Markus Linhart: 56,84 % Michael Ritsch: 26,09 % Gernot Kiermayr: 6,87 % Harald Stifter: 6,14 % Karl-Heinz Marent: 4,06 %                           |
| 15. März 2015                | 21.051                       | 52,57 % | ÖVP: 43,89 % SPÖ: 22,89 % Die Grünen: 14,04 % FPÖ: 15,52 % Bregenz denkt: 0,98 % NEOS: 2,67 %                                                      |
| Bürgermeisterdirektwahl 2015 | Bürgermeisterdirektwahl 2015 | Markus Linhart: 50,02 % Michael Ritsch: 22,82 % Sandra Schoch: 8,14 % Andrea Kinz: 16,35 % Marent Karl-Heinz: 0,79 % Alexander Moosbrugger: 1,88 % | Markus Linhart: 50,02 % Michael Ritsch: 22,82 % Sandra Schoch: 8,14 % Andrea Kinz: 16,35 % Marent Karl-Heinz: 0,79 % Alexander Moosbrugger: 1,88 % |
| 13. September 2020           | 21.462                       | 50,0 % | ÖVP: 39,37 % SPÖ: 29,58 % FPÖ: 6,81 % Die Grünen: 16,61 % neos plus: 5,65 % HaK Bregenz: 1,99 %                                                    |
| Bürgermeisterdirektwahl 2020 | Bürgermeisterdirektwahl 2020 | Markus Linhart: 43,21 % Michael Ritsch: 34,49 % Philipp Kuner: 5,53 % Sandra Schoch: 11,60 % Alexander Moosbrugger: 5,18 %                         | Markus Linhart: 43,21 % Michael Ritsch: 34,49 % Philipp Kuner: 5,53 % Sandra Schoch: 11,60 % Alexander Moosbrugger: 5,18 %                         |
| Bürgermeisterstichwahl 2020  | Bürgermeisterstichwahl 2020  | Markus Linhart: 48,33 % Michael Ritsch: 51,67 % | Markus Linhart: 48,33 % Michael Ritsch: 51,67 % |
| Bürgermeisterdirektwahl 2025 | Bürgermeisterdirektwahl 2025 | Roland Frühstück 29,96 % Hubert Kinz 9,92 % Michael Ritsch: 50,94 % Michael Sagmeister 3,34 % Sandra Schoch 5,84 %                                 | Roland Frühstück 29,96 % Hubert Kinz 9,92 % Michael Ritsch: 50,94 % Michael Sagmeister 3,34 % Sandra Schoch 5,84 %                                 |

### Wappen
Der Stadt Bregenz wurde 1529 vom neuen Landesherrn König Ferdinand, dem späteren Kaiser Ferdinand I., das Stadtwappen verliehen. Es ist jenes der Grafen von Bregenz (der Ulriche). Bei diesem Wappen handelt es sich um ein Pelzwappen, wie es in Frankreich oder England häufig anzutreffen ist. Es wird dabei die gesamte Schildfläche des Wappens mit Pelz überzogen. Die offizielle Wappenbeschreibung spricht allerdings beim mittleren Pfahl nicht von Hermelin, sondern von „silber mit Hermelinschwänzen“:
Ein Schild von Kürsch, der von einem silbernen Pfahle durchzogen wird, in dem drei Hermelinschwänzchen übereinander erscheinen.
In Grafiken wird der Kürsch, also Eichhörnchenfell, oft stahlblau dargestellt (das wertvolle russische Fell). Die Stadtverwaltung Bregenz nutzt (Stand 2011) einen schwarz-weißen Aufriss des Wappens.
Der Heraldiker Otto Titan von Hefner schreibt: „Die Stadt Bregenz erhielt durch Wappenbrief vom 24. Februar 1529 das Wappen des alten Grafen von Bregenz: Gebm in (ihnen) in Craft diss Briefs Also daz Sy vnd ire nachkommen nun hinfür den Schildt des Wappen Bregentz, so weiland dy herrn von Bregenntz gefuert haben, Welcher schildt wie ain fechwamblein kurschen geformiert Vnd darinnen vom grundt in der mitte hinauf biss an das Obertail desselben Schildts ein weisse strassen ist nacheinander übersich steendt drew schwartze hermlein Schwentzlein.“.

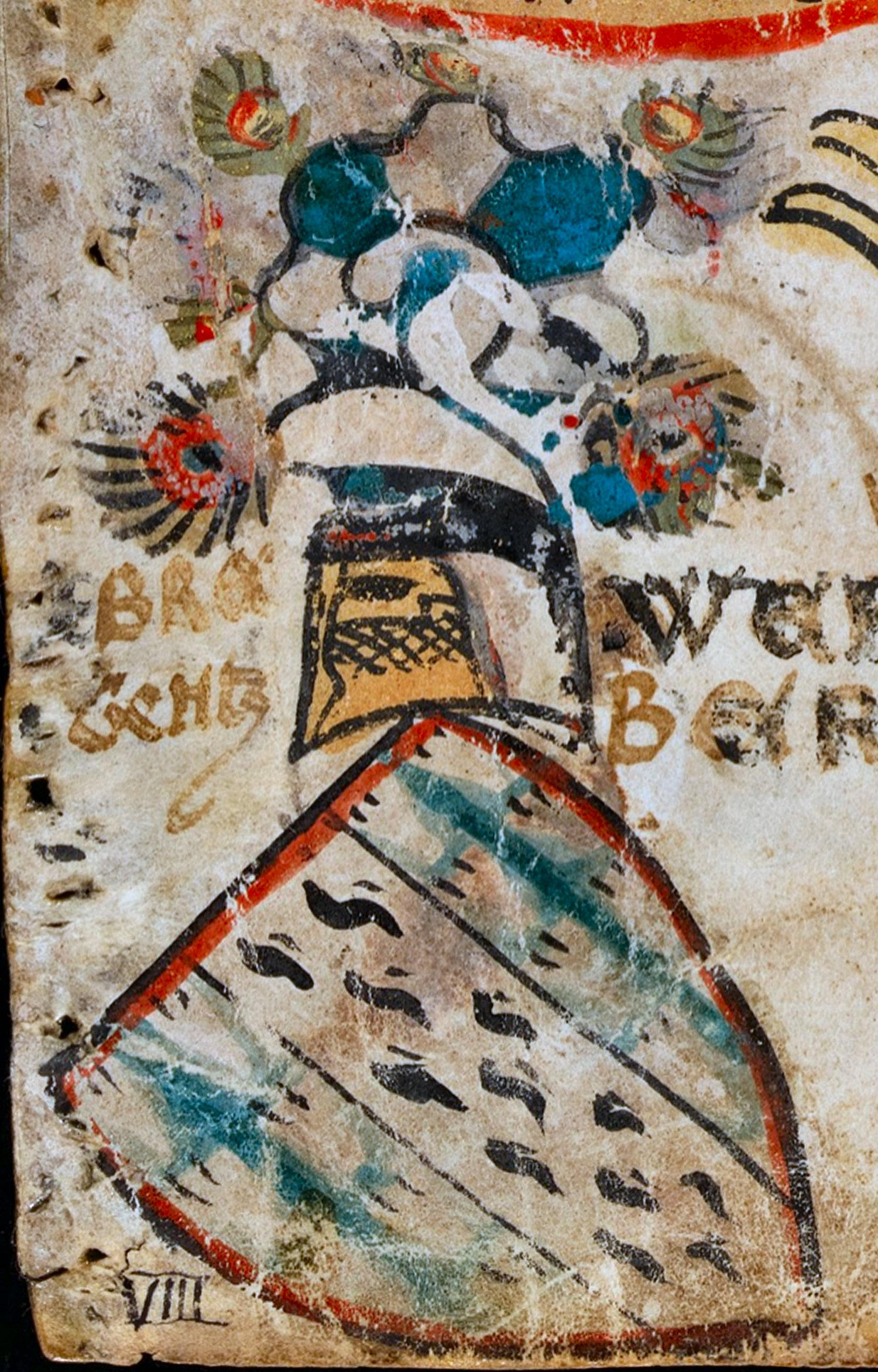
Wappen der Grafen von Bregenz in der Zürcher Wappenrolle, ca. 1340 (Original)
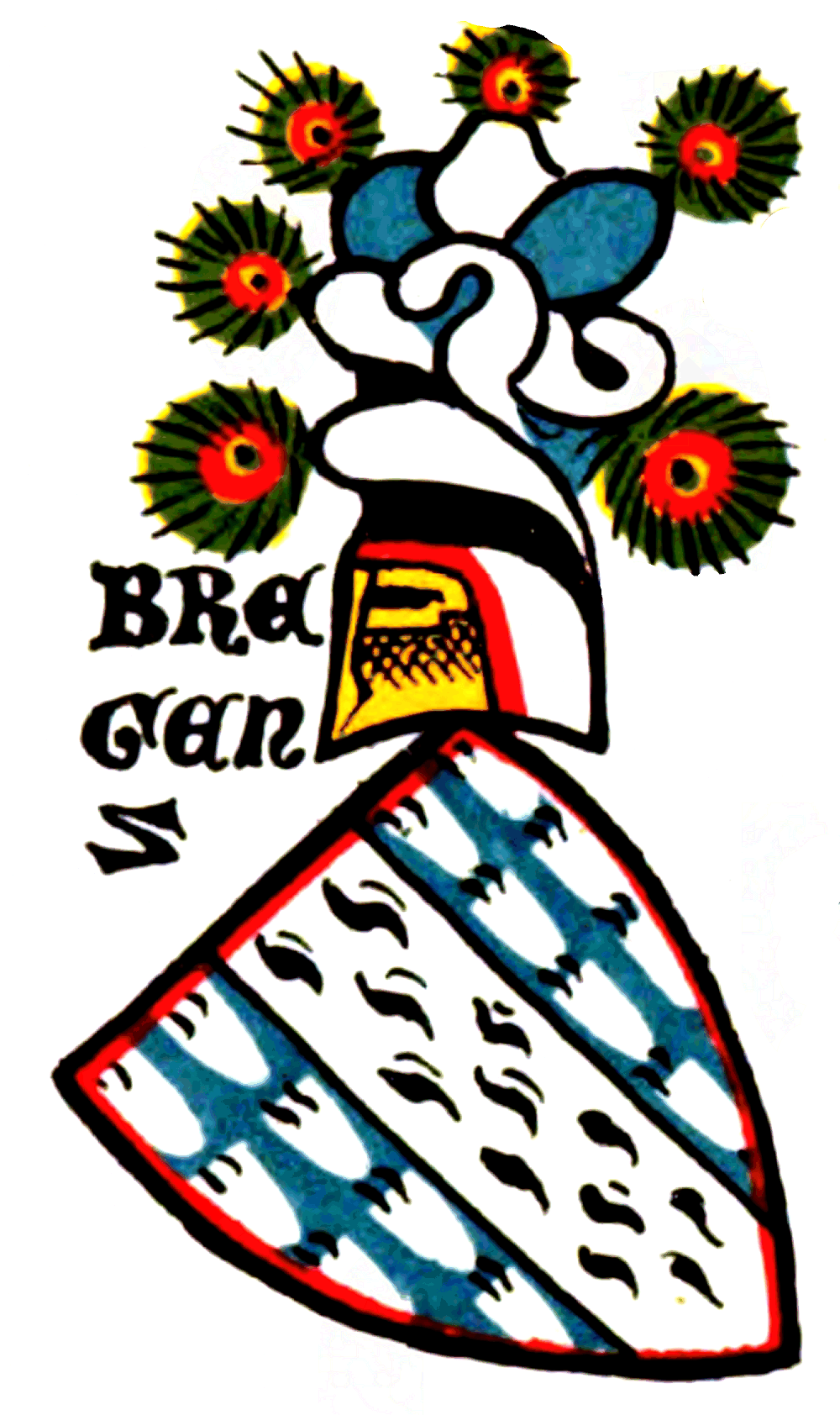
Wappen der Grafen von Bregenz (Faksimile-Publikation der Zürcher Wappenrolle, 1860)
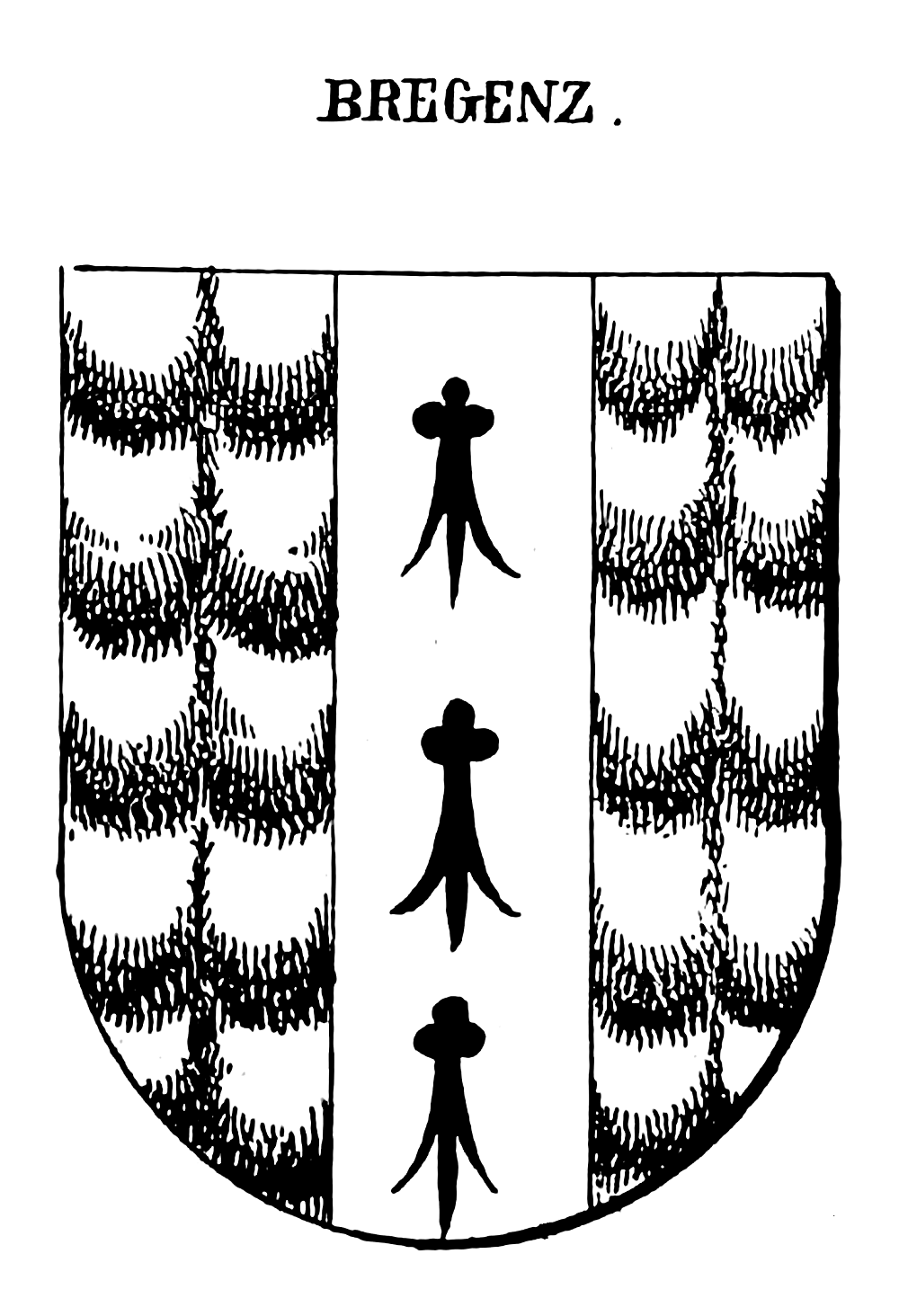
Wappen in Siebmachers Wappenbuch von 1883
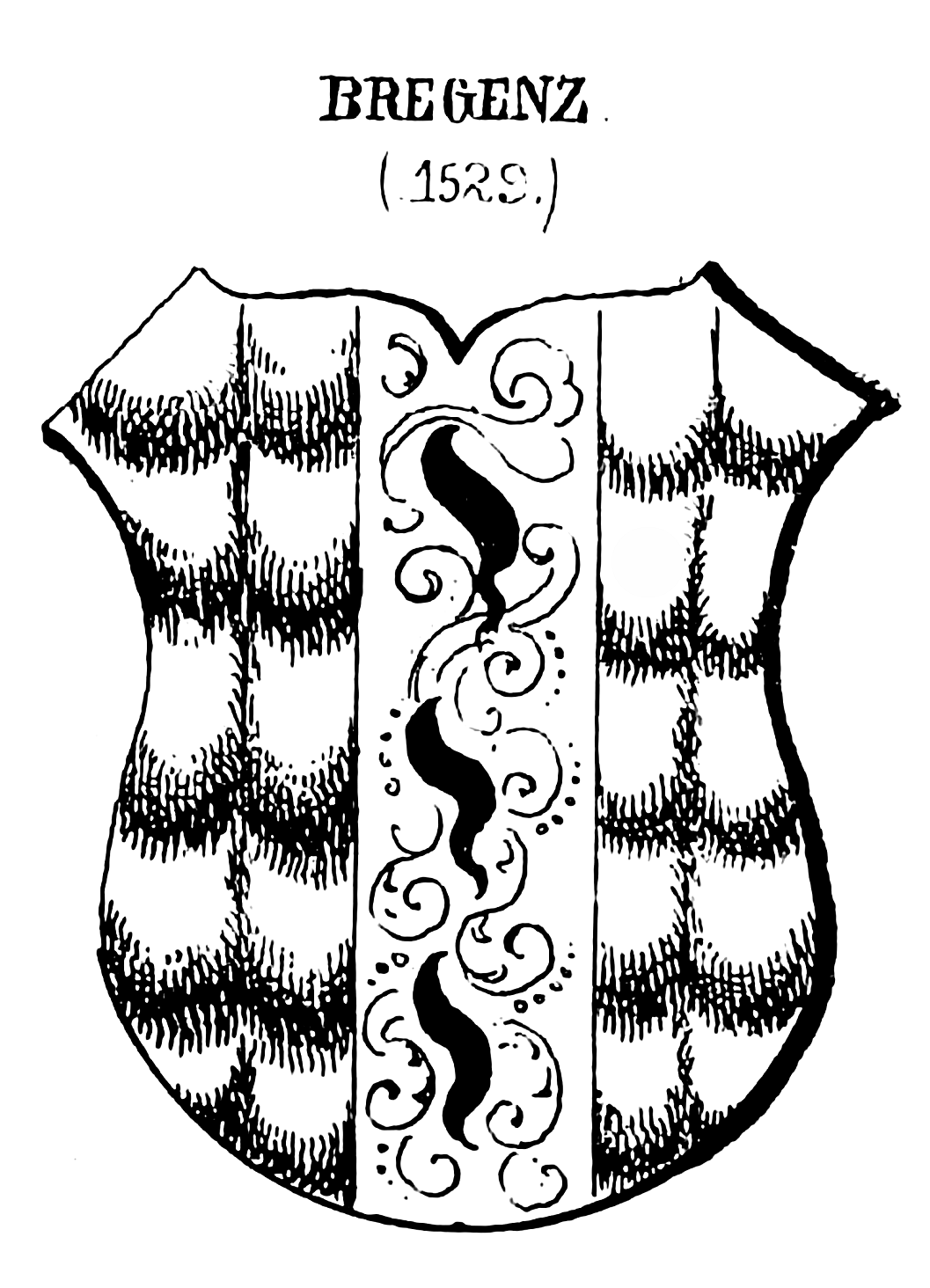
Wappen in Siebmachers Wappenbuch von 1883
Heutiges Wappen von Bregenz

## Städtepartnerschaften
- Akko (Israel)
- Bangor (Vereinigtes Königreich)

## Besonderheiten

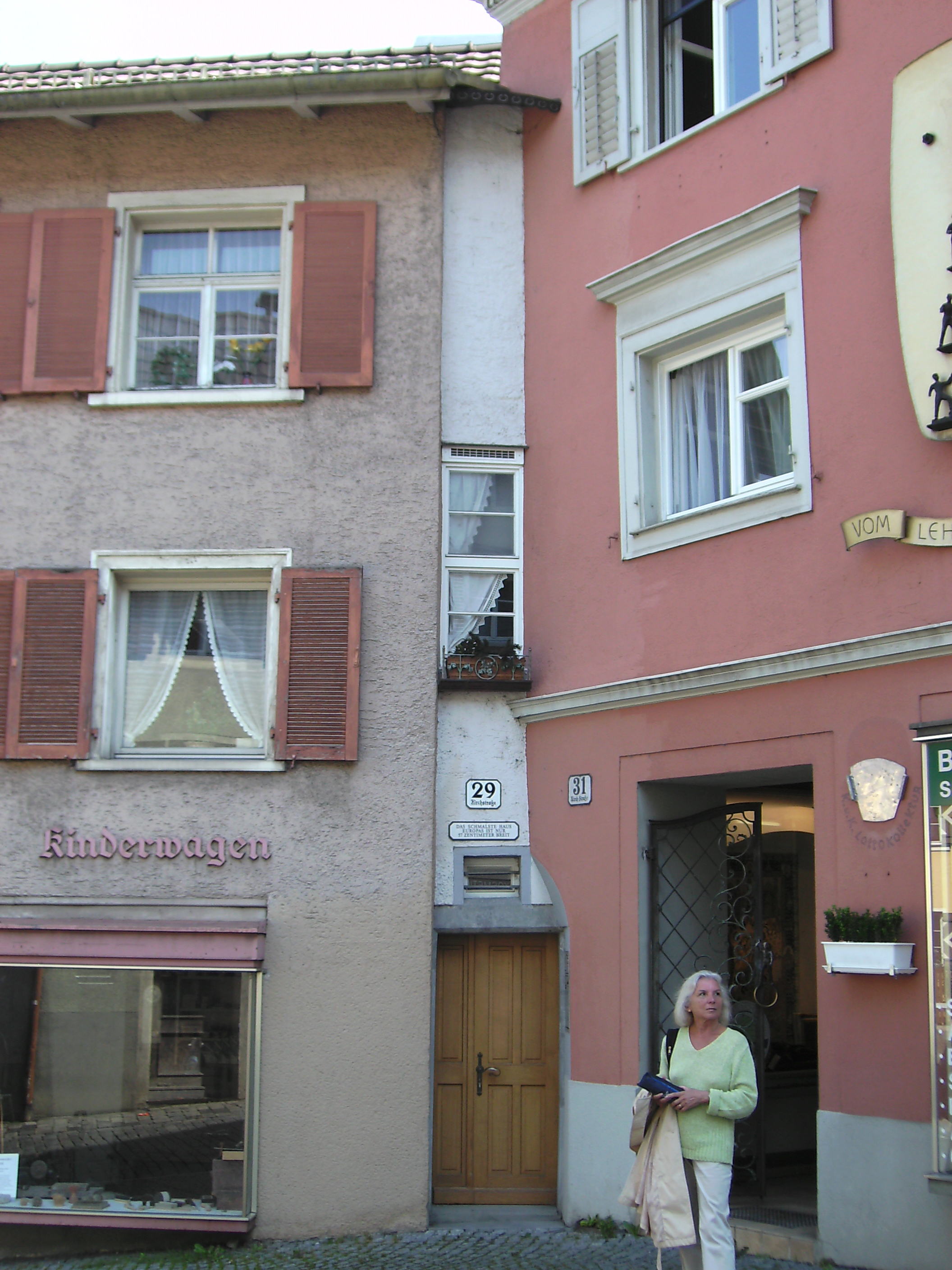
Schmalste Hausfassade Europas

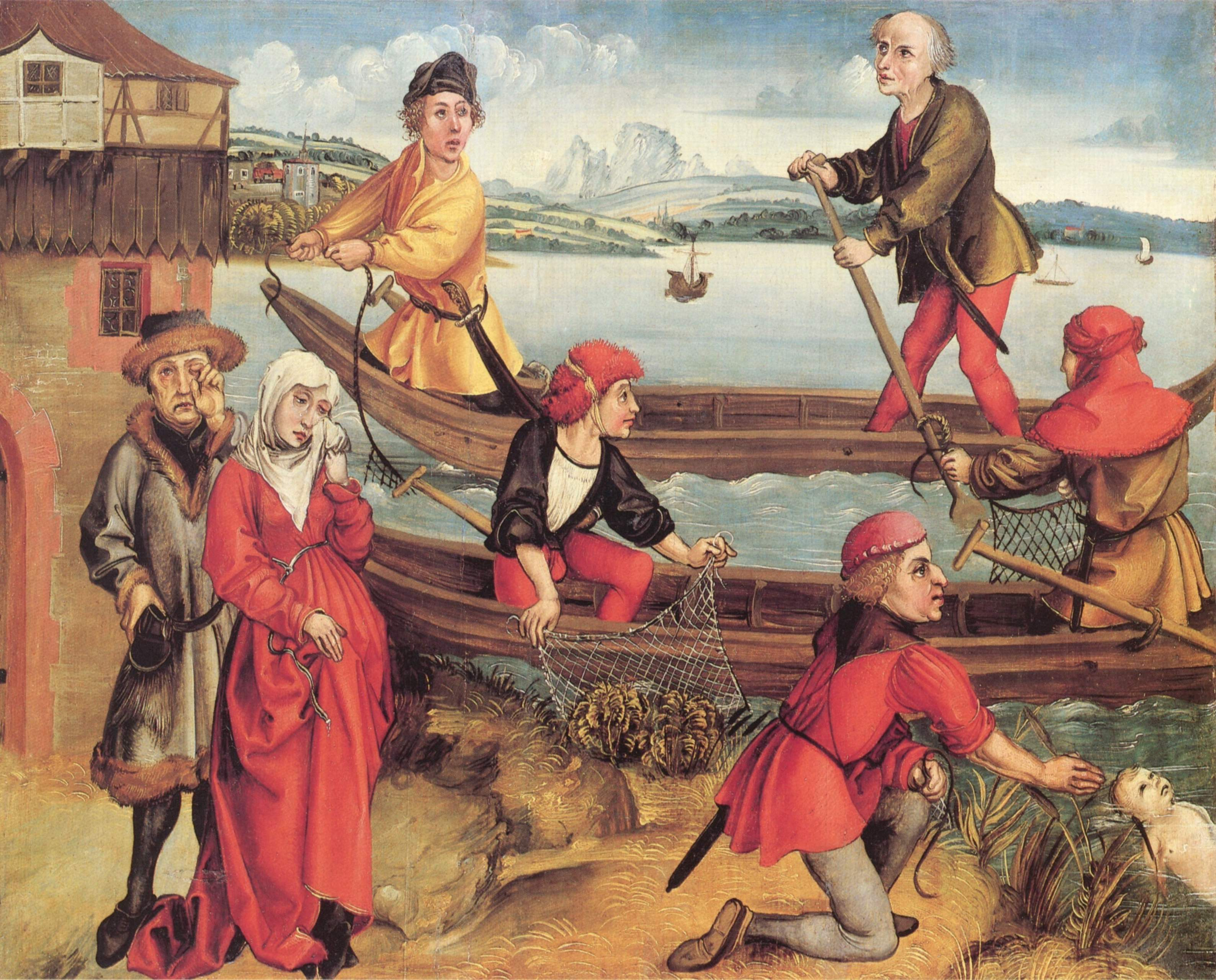
Wunderbare Errettung eines ertrunkenen Knaben aus Bregenz, Collection Heinz Kisters, Kreuzlingen

- Der Kaiser von Österreich-Ungarn trug unter anderem auch den Titel „Graf von Bregenz“ (siehe Großer Titel des Kaisers von Österreich).
- In der Bregenzer Kirchstraße Nr. 29 befindet sich mit 57 cm Straßenbreite die wohl schmalste Hausfassade Europas, das Haus wird aber nach hinten viel breiter.[71]
- Das Wahrzeichen der Stadt, der Martinsturm, gilt als der größte Zwiebelturm Mitteleuropas.
- Das Spiel auf dem See findet jährlich auf der weltgrößten Seebühne statt (Stand: 2005).
- Einige Szenen des James-Bond-Films Ein Quantum Trost wurden teilweise in Bregenz gedreht – über einen Flughafen verfügt die Stadt aber, anders als im Film gezeigt, nicht. Allerdings existierte einst auf dem 1902 errichteten „Fischersteg“ an der Seepromenade ab 1924 ein Flughafen für Wasserflugzeuge. Mit diesen konnte man einen Rundflug über die Bregenzer Bucht genießen.[72]
- Über dem Stadttor hängt ein mumifizierter Haifisch, welcher das Böse von der Stadt abwenden soll.
- Sagen befassen sich unter anderem mit der Ehreguta von Bregenz sowie mit den Bregenzerwälderinnen im Schwedenkrieg.
- Albrecht Dürer malte das Bild Wunderbare Errettung eines ertrunkenen Knaben aus Bregenz.
- Die Stadtmusik Bregenz – einer von drei Bregenzer Musikvereinen – ist der älteste Musikverein der Stadt und einer der ältesten des Landes. Die erstmalige Erwähnung einer „Städtischen Musik“ geht auf eine Quelle zurück, in der Stadtpfarrer Liberat Steger 1801 den festlichen Ablauf der Fronleichnamsprozession beschreibt: „Nach dem Vorantritt der Kinder und der Jungfrauen kam eine Militärabteilung mit Fahnen, Pfeifen und Trommeln, anschließend folgte die städtische Musik mit ihren Trompeten, Pauken und den Blasinstrumenten“.[73]